# ارمنی‌های ایران
ایرانی‌های ارمنی یا ارمنیان ایران یا ایرانیان ارمنی‌تبار (به ارمنی: իրանահայ) گروه قومی از شهروندان ایران هستند که در تهران، اصفهان، کرمانشاه، فریدن،تبریز، شیراز، رشت، بندرانزلی، اراک و سایر شهرها سکونت دارند. جمعیت آنان در ایران بین ۸۰ تا ۱۲۰ هزار نفر است. ایرانیان ارمنی بزرگ‌ترین گروه مسیحیان ایران هستند.

## تاریخ
بسیاری از مناطق آذربایجان از دیرباز محل سکونت ارمنی‌ها بوده‌است وجود یک‌صد و هشتاد و هفت کلیسا و کلیسای کوچک (دَیر) ارمنی در نقاط مختلف آذربایجان، مانند قره کلیسا در شهرستان چالدران (دوره صفوی)، کلیسای استفانوس مقدس در جلفای ارس (سده نهم میلادی)، کلیسای زور زور در در شهرستان ماکو در کنار سدبارون (دوره صفوی)، کلیسای مریم‌مقدس دره‌شام (سدهٔ شانزدهم میلادی) و کلیسای موجومبار نشانه‌هایی از حضور ارمنیان در این منطقه است.
سال‌ها پیش از آنکه شاه عباس بزرگ، ارمنیان را به داخل فلات ایران کوچ دهد، بازرگانان ارمنی از طریق شیراز و بندرعباس با هندوستان داد و ستد داشتند. «هایک عجمیان»، محقق نام آشنای ارمنی، شش دهه پیش در قبرستان ارمنیان شیراز در باباکوهی (کوه)، سنگ مزارهایی از ارمنیان یافت که تاریخ ۱۵۵۰ میلادی داشتند. این امر نشان می‌دهد که حداقل پنجاه سال پیش از مهاجرت اجباری بزرگ ارمنیان بازرگانان ارمنی در شیراز مستقر بوده و کلیسا و خانه‌هایی داشتند.
در سال ۹۹۹ ه‍.ق به موجب پیمان منعقده میان نمایندگان شاه عباس یکم صفوی و سلطان مراد سوم خلیفه عثمانی، تبریز، باختر ایران و ارمنستان، شکی، شروان، گرجستان و قره‌باغ تحت سیطره دولت عثمانی درآمد.
در سال ۱۰۱۳ ه‍.ق شاه عباس بخش اعظمی از آذربایجان، ارمنستان و قره‌باغ را از عثمانیان بازپس گرفت ولی به‌محض اطلاع از حرکت سردار عثمانی از شروان بسوی قارص، ساحل جنوبی رودخانه ارس عقب‌نشینی کرد و دستور داد ارمنیانی که در مسیر حرکت سپاهیان عثمانی اسکان داشتند، خانه و کاشانه خود را رها و به این منطقه کوچانده شوند. طبق فرمان شاه عباس ارمنیان جلفای نخجوان به اصفهان کوچانده و ابتدا در شمس‌آباد اصفهان سکنی گزیدند و به مرور زمان جلفای اصفهان را بنا نهادند.
آراکل داوریژتسی توصیف کاملی از وقایع این دوران را به شرح ذیل بازگو کرده‌است:
«پس از خروج از ایروان، شاه عباس دستور داد سپاهیانش عقب‌نشینی کنند و تمامی شهرها و روستاهای سر راهشان را تا مرزهای ایران ویران سازند تا به این ترتیب مانع از تعقیب سریع سپاهیان عثمانی شوند. آن‌ها به هر شهر و روستایی که می‌رسیدند خانه‌ها را ویران می‌کردند، مزارع را آتش می‌زدند، دام‌ها را هلاک می‌ساختند و ساکنان آنجا را وادار به ترک خانه‌هایشان می‌کردند و آنان را کوچ می‌دادند. هر کس در مقابلشان ایستادگی می‌کرد و حاضر به رفتن نمی‌شد یا اینکه توان رفتن نداشت محکوم به مرگ بود. بدین ترتیب، سپاهیان شاه عباس اکثر شهرها و روستاهای ارمنی‌نشین واقع در دشت آرارات را ویران کردند و سکنهٔ آن مناطق را به مقصد ایران با خود همراه ساختند.
هنگامی که این جمیعت به واغارشاپات رسیدند به شاه عباس خبر رسید که دسته‌ای از سپاهیان عثمانی در حال نزدیک شدن به آنان هستند. شاه عباس که می‌دانست با این جمیعت انبوه از مردم بی دفاع نخواهد توانست در برابر این سپاهیان بایستد و بجنگد به سرداران لشکرش دستور داد که دسته‌های مردم را با سرعت بیشتری حرکت دهند؛ بنابراین، آن تعداد از جمیعت که قادر به حرکت نبودند، از جمله پیران و بیماران و کودکان، ناگزیر ماندند و پر واضح است که به چه سرنوشتی گرفتار آمدند. بالأخره، شاه عباس به همراه جمعیت مهاجر ارمنی به جلفا رسید. اکنون باید از رودخانهٔ ارس عبور می‌کردند. دوباره به شاه عباس خبر دادند که سپاه عثمانی به نخجوان رسیده‌است. با شنیدن این خبر شاه عباس که می‌دانست فرصت زیادی ندارد به سپاهیان خود دستور داد تا مردم را وادار به عبور هر چه سریع تر از رودخانه کنند. رودخانه خروشان بود و خطرناک و مردم یا باید عبور می‌کردند یا در آنجا منتظر رسیدن قشون عثمانی می‌ماندند که در آن صورت مرگشان حتمی بود. به ناچار عبور از رودخانه را انتخاب کردند.»
از حدود سیصد و پنجاه هزار تن از ارمنیان به تعداد سیصد هزار تن از آنان در رودخانه غرق شدند.
اگر چه شاه عباس بخش اعظمی از ساکنان ارمنی شهرها و روستاهای ارمنستان را به ایران کوچ داد، اما این بدان معنا نبود که این سرزمین‌ها خالی از سکنه شدند. هنوز بسیاری از ارمنیان در شهرها و روستاهای این نواحی سکونت داشتند که از آن پس تا نیمه اول سده نوزدهم زندگی آن‌ها کم و بیش دستخوش حوادث و تهاجم‌های ناگوار است.
به علت ناسازگاری اوضاع اقلیمی گیلان با طبیعت ارمنیان تعداد بسیاری از ارمنیان گیلان درگذشتند. ارمنیان مازندران بیشتر در فرح‌آباد سکونت گزیدند.
ارمنیان ساکن در نواحی روستایی به کشاورزی، دامداری و باغداری و ارمنیان جلفا به داد و ستد اشتغال یافتند. به موجب اعتماد خاصی که شاه عباس به تجار ارمنی داشت آنان را جهت صدور ابریشم که دراختیار خود شاه بود به خدمت گرفت. پس از درگذشت شاه عباس اوضاع ارمنیان دگرگون شد. جانشینان شاه عباس به آزار و اذیت تجار ارمنی پرداختند و مالیات‌های بسیار سنگینی به دارائی‌های آنان بستند.
در دوران حکومت نادرشاه هم ارمنیان از شرایط مساعدی بهره‌مند نبودند، به عنوان مثال، ناچار بودند سالیانه ۶۰٬۵۰۰ نادری به حکومت غرامت بپردازند و بدین ترتیب بدنبال اعمال ناشایست عمال نادرشاه برخی از ارمنیان به هندوستان، هندوچین و جاوه مهاجرت کردند. در برخی از نواحی ایران، ارمنیان حق نداشتند سواره وارد شهر شوند و فقط می‌توانستند به مشاغلی چون زرگری، نجاری، تجارت و تهیه شراب اشتغال یابند.
در دوران قاجار تحول قابل ملاحظه‌ای در اوضاع ارمنیان ایران حادث شد و به دنبال خدمات ارزنده آنان در دوران مشروطیت، آنان سرانجام حقوق یک شهروند ایرانی که سال‌ها از آن محروم بودند را یافتند.

## استقرار ارمنی‌ها

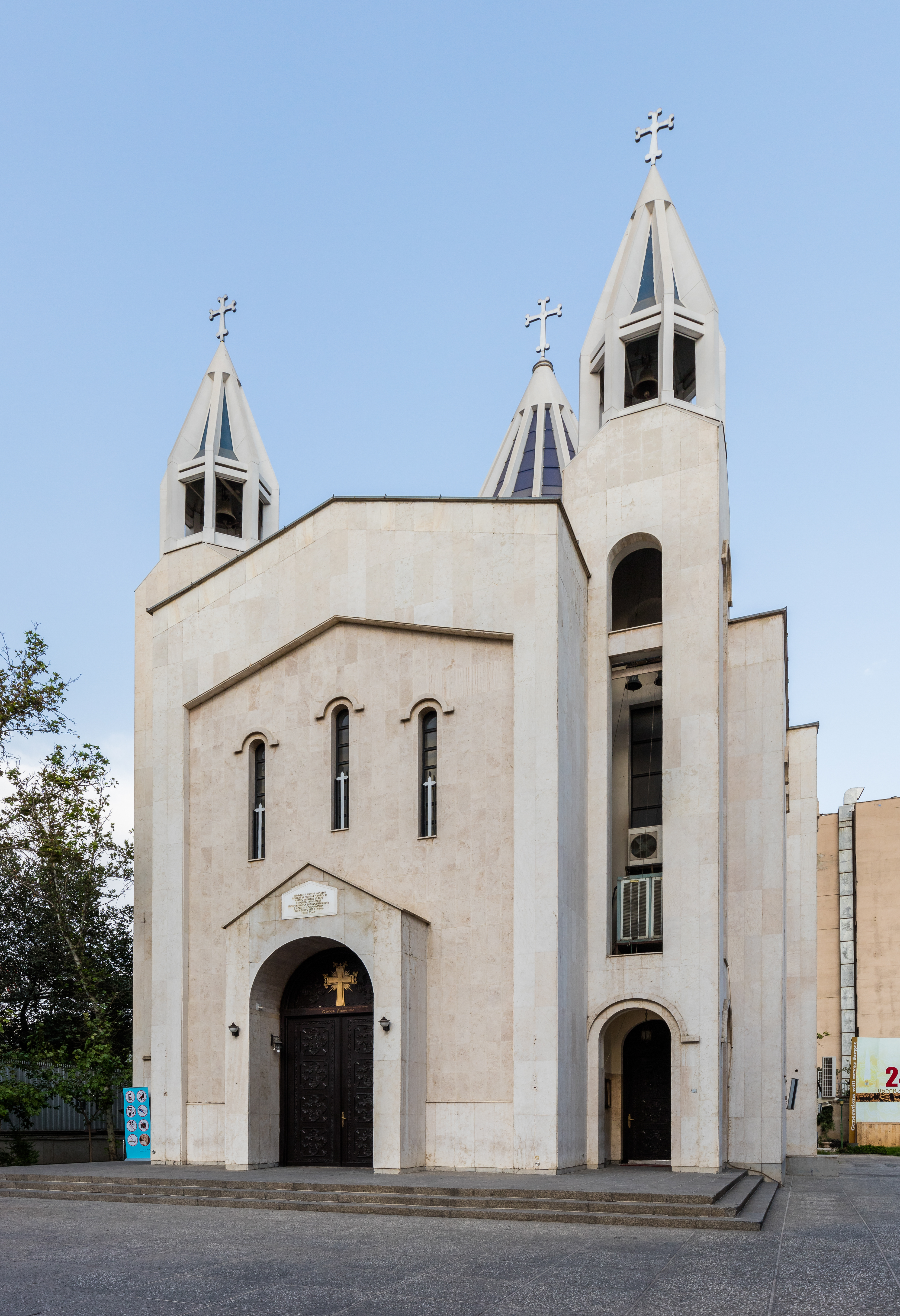
نمایی بیرونی از کلیسای سرکیس مقدس در خیابان کریم‌خان زند تهران

### تهران
بنا به گزارشی، در سال ۱۷۵۰ میلادی تعدادی از ارمنی‌ها در دروازه شاه عبدالعظیم تهران ساکن بودند، از این رو می‌توان گفت که ارمنی‌ها پیش از جلوس کریم‌خان زند به سلطنت در سال ۱۱۶۳ ه‍.ق و در زمان نادرشاه افشار به تهران آمده بودند. این گروه باید نخستین گروه از ارمنی‌هایی باشند که به قصد رهایی از رفتار بد نادرشاه و کارگزارانش از جلفا به تهران مهاجرت کرده بودند. اندک اندک با مهاجرت ارمنی‌ها از سایر شهرهای ایران مانند:
تبریز و جلفای اصفهان و سلماس و حتی از قفقاز و ارمنی‌های ترکیه بر تعداد خانواده‌های ارمنی ساکن تهران افزوده شد. در سال ۱۷۶۸ میلادی در زمان سلطنت کریم‌خان زند، ارمنی‌های تهران اولین کلیسای خود را به نام کلیسای تادئوس و بارتوقیمئوس مقدس در تهران، خیابان مولوی، بازار حضرتی، کوچه ارامنه بنا کردند. اکثر ارمنی‌ها این محله صنعتگر بودند.
در نخستین سال‌های سلطنت قاجار، ارمنی‌های تهران در سه ناحیه از شهر مستقر شده بودند، یک گروه در دروازه شاه عبدالعظیم و گروه دیگر در محله دروازه قزوین (حوالی میدان وحدت اسلامی کنونی) و محله توس که اکنون خیابان مخصوص نامیده می‌شود. ظاهراً آقامحمدخان قاجار هشت خانوار از ارمنی‌هایی را که در قره‌باغ اسیر کرده بود به تهران آورده و در محله دروازه قزوین سکونت داد. این چند خانواده با اجازه شاه، در سال (۱۷۹۵–۱۷۹۰ میلادی) کلیسایی به نام کلیسای سورپ گئورگ در آن محله برای خود ساختند.

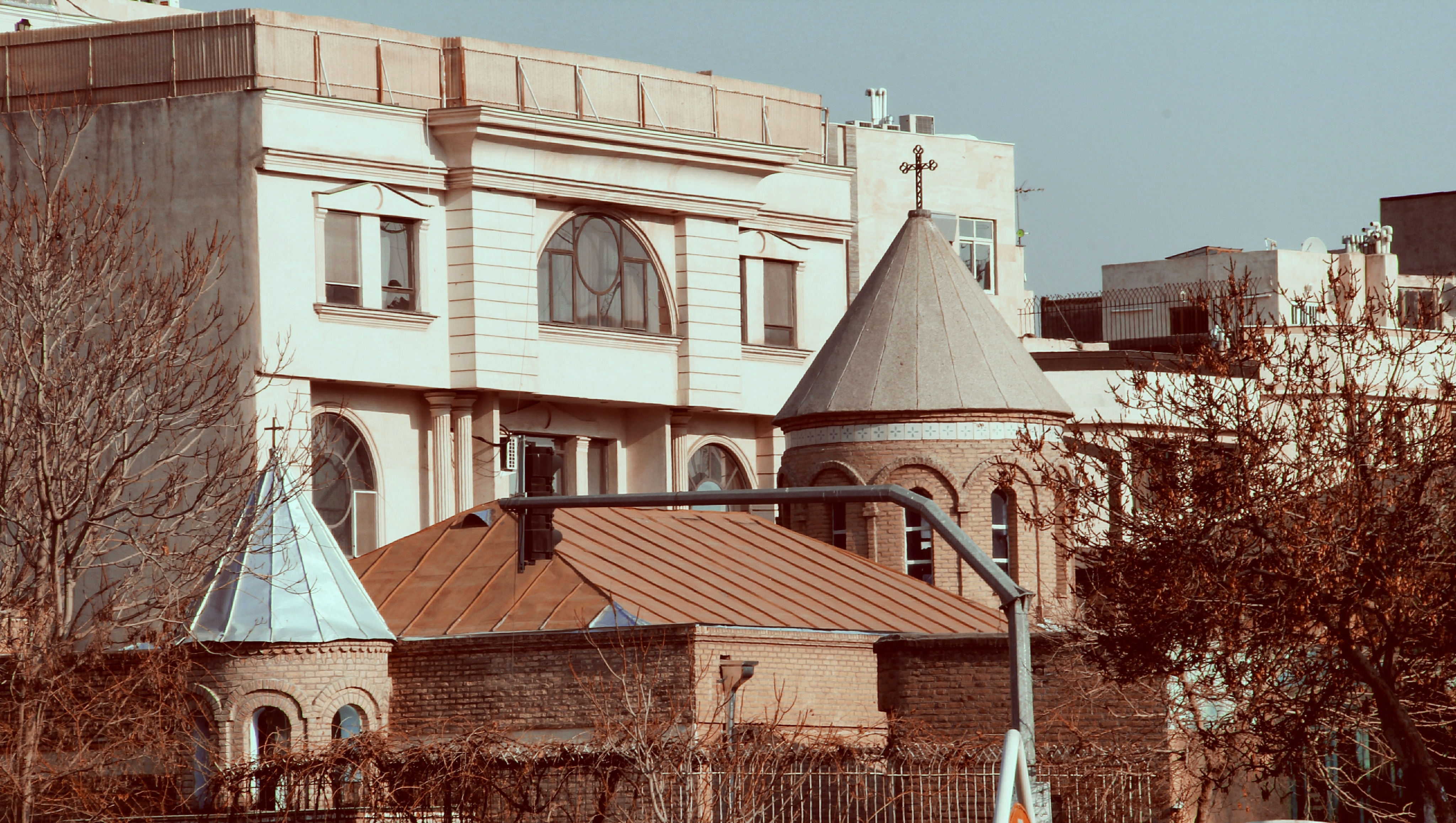
کلیسای مسروپ در مشهد

### قزوین
از زمان ورود ارمنی‌ها به شهر قزوین اطلاعات دقیقی در دست نیست. بر پایه پژوهش‌های ایرانی‌ها و علاقه‌مندان ارمنی، با بهره‌گیری از پاره‌ای تألیفات و اسناد و مدارک بایگانی‌های مختلف، دستاوردهای اندکی فراهم شده‌است. نخستین اطلاعات از کوچ ارمنی‌ها به قزوین را در سال ۱۶۰۵ میلادی نوشته‌اند.
در سفرنامهٔ برادران شرلی نیز آمده‌است که در ۲۳ ژوئیهٔ ۱۶۳۸ میلادی سفیر یا فرستادهٔ دولت انگلیس به نام «سِر دِر مرکتن» در قزوین فوت کرده و او را در گورستان ارمنی‌های شهر به خاک سپردند و (ارمنی‌ها با کشیش خود در این امر هیئت انگلیسی را معاونت کرده‌اند).
شاردن فرانسوی در سال ۱۶۷۴ میلادی در دوره پادشاهی شاه سلیمان صفوی از قزوین دیدن کرده و ارمنیان شهر را چهل خانواده نوشته‌است. جهانگرد دیگر اروپایی به نام کرنی لوبروئن در سفرنامهٔ خود (۱۷۰۷ میلادی) آورده‌است:
ارمنیان در این شهر زندگی می‌کنند و دارای یک نمازخانه (شاپل) هستند که از دور شبیه کبوتردان (کبوترخانه) است. 
بدین سان روشن است که از سال ۱۶۰۵ میلادی از زمان کوچ ارمنیان به قزوین تا سال ۱۷۰۷ میلادی، شهر قزوین یک سده پذیرای مهاجران ارمنی بوده‌است و این مهاجران مسیحی در شهر شیعی ـ اسلامی قزوین، به گونهٔ یک اقلیت دینی دارای محله و اماکن زندگی و کلیسا و گورستان ویژه بوده و با داشتن مشاغل و حرفه‌هایی چند، در آرامش زندگی کرده و فرزندانشان نیز از آموزش‌های قومی، دینی و زبانی برخوردار شده‌اند.
مورخان ایرانی نیز بر این قول بوده‌اند که (ارمنیان ظاهراً از زمان شاه عباس دوم به قزوین آمده‌اند) و سال بنای کلیسای قزوین به نام کلیسای هریپسیمه مقدس را سال ۱۶۷۶ میلادی تشخیص داده‌اند.

نقش بازرگانی ارمنیان قزوین بسیار چشم گیر بوده، در دورهٔ ناصری، «هارتون تومانیانس» و پسرانش در قزوین تجارتخانه و صرافی داشتند و با روس‌ها و بانک استقراضی نیز در ارتباط بودند. «آرامیان» و «بدل آرزومانیان» هم که از بازرگانان بنام بودند، در قزوین دفتر و دستگاه داشتند. در کتاب سیمای تاریخ و فرهنگ قزوین آورده‌است: 
 دههٔ آخر سده نوزدهم معرف دوران فعالیت قابل توجه ارمنی‌ها در قزوین است. در این دهه تنی چند از بازرگانان ارمنی نقش مؤثری درداد و ستدهای بازرگانی، به ویژه با روسیه، برعهده داشته‌اند. تجارتخانه‌های برادران تومانیان [تومانیانس] آرارات، برادران برخورداریان (سیمون و میکائیل خان) و برادران آرزومیان به کار صادرات خشکبار و وارد کردن پارچه و ظرف‌های چینی می‌پرداختند.
«آدریس خان» ملقب به (تاجر باشی)، «سهراب خان، هاکوپ خان و کاراپت خان» نیز از جمله بازرگانان مشهور ارمنی ساکن قزوین بودند. نامه‌های متعددی با مهر برجسته از شرکت تجارتی برادران تومانیان [تومانیانس] در آرشیو کلیسای وانک وجود دارد.»

### شهرکرد
شهرستان‌های شهرکرد و بروجن در چهارمحال و بختیاری و به ویژه شهرکیان (مزرعه احمدآباد) سکونت گاه گروه‌هایی از ارمنی‌ها بوده‌است. شمار ارمنیان چهارمحال در ۱۸۸۰ میلادی به سرشماری از خلیفه‌گری اصفهان، ۲۸۹۵ نفر بوده‌است. این تعداد بنابر آمار خلیفه‌گری ارمنی‌های تهران در ۱۹۶۳ میلادی به ۴۳۰۰ نفر می‌رسید.
ارمنیان شهرکرد در اکتبر ۱۹۳۰ میلادی انجمن و دوستداران فرهنگ ارمنیان چهارمحال را به نام «آرور» بنیاد نهادند. در دهه‌های اخیر تعداد بسیاری از ارمنی‌های چهارمحال به اصفهان مهاجرت کردند.

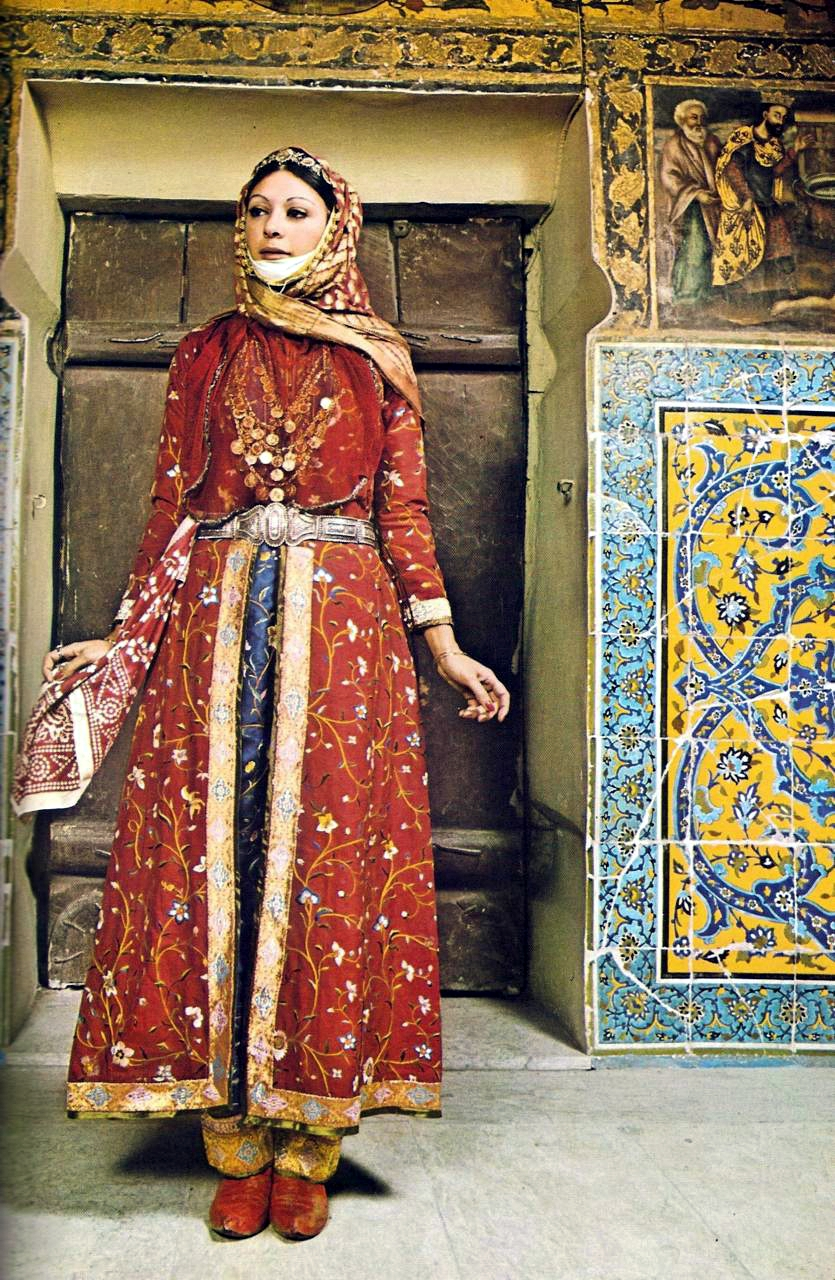
لباس سنتی زنان ارمنی در جلفای نو
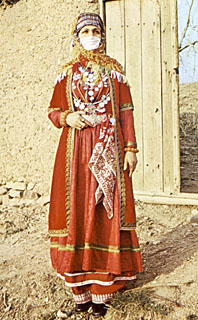
یک مرد و زن ارمنی با پوشاک سنتی
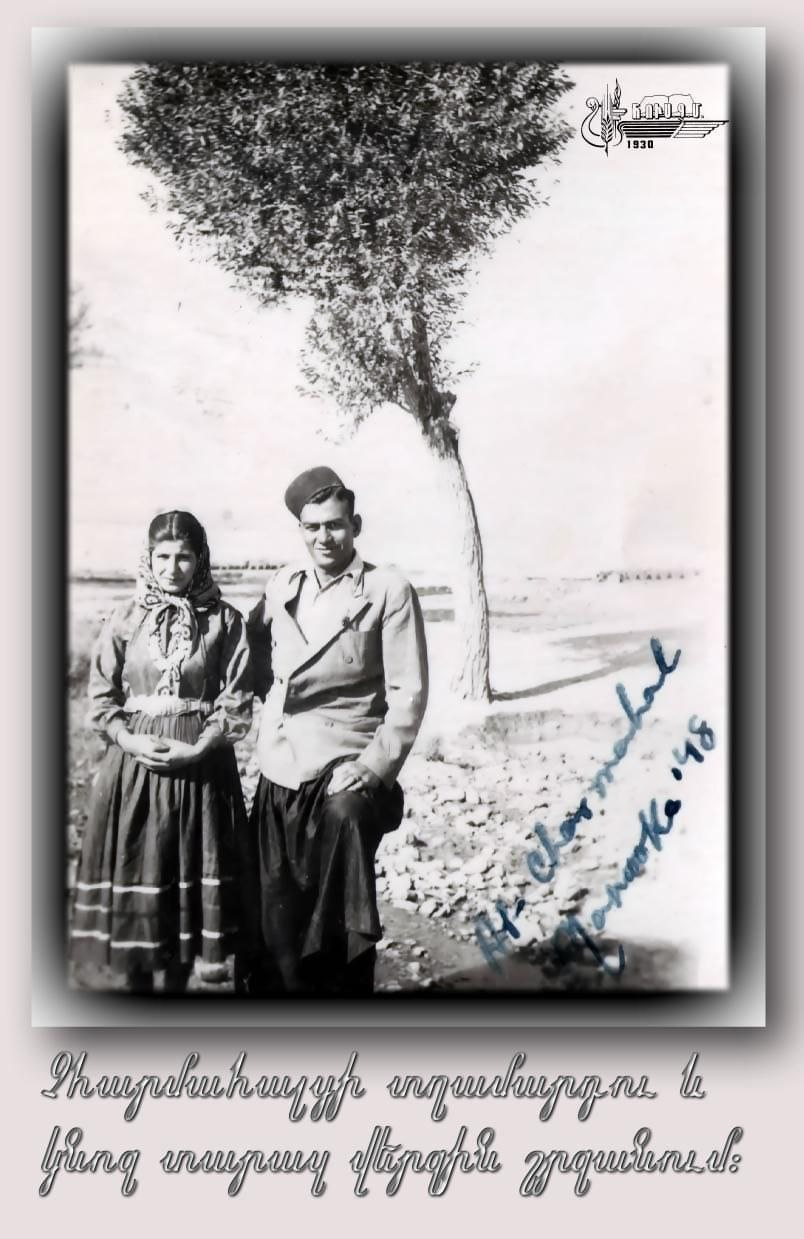
زن و مرد ارمنی با لباس محلی

### مسجد سلیمان
از نظر محل زندگی و خانه‌ها، مرکزیت ارامنه مسجد سلیمان در محلات نفتون و نمره چهل بود. علاوه بر این در محله‌های پشت کوه، چشمه علی، پشت برج، میدان، باغ ملی، کمپ کرسنت و یکی دو تا خانواده هم در بی‌بی‌یان زندگی می‌کردند. دکتر شقیه آسیستانی یکی از ارامنه‌ای بود که در بی‌بی‌یان زندگی می‌کرد.
کلیسای ارامنه در نمره چهل واقع بود و البته یک کلیسای دیگر نیز در بازار چشمه علی ساخته شده‌بود که البته ویژه خارجی‌ها بود. کلیسای نمره چهل سابق بر آن و در زمان حضور هندی‌ها در مسجد سلیمان، باشگاه هندی‌ها بود. کلیسای نمره چهل معماری‌اش شبیه دیگر کلیساها نیست. دلیلش این است که پیش از آن باشگاه هندی‌ها بود. در نهایت نماینده اسقف ارامنه به مسجد سلیمان آمد و با خواندن دعای تبرک اجازه داد از آن محل به عنوان کلیسا استفاده شود.
کشیش «ماکار» و کشیش «روبن» از جمله کشیش‌های کلیسای نمره چهل بودند که بسیار مورد احترام ارامنه و البته همه مردم مسجد سلیمان بودند.
مدرسه مهرداد نمره چهل نیز ویژه بچه‌های ارامنه بود. گورستان ارامنه در نفتون واقع بود و هنوز هم البته هست و سنگ قبور در نفتون، یادگاران بر جای مانده ارامنه در اولین شهر نفتی ایران هستند.

### آبادان
اجتماع ارمنیان آبادان در ۱۹۰۹ میلادی، هنگامی که تعدادی از ارمنیان ساکن چهارمحال، جلفای اصفهان، تهران و تبریز در شرکت‌های نفتی ایران ـ انگلیس مشغول به کار شدند، شکل گرفت. بعدها، در زمان جنگ جهانی اول، تعدادی از ارمنیان ارمنستان غربی نیز به آبادان مهاجرت کردند.

### بوشهر
از اوایل سده هجدهم میلادی تعدادی از ارمنیان در بندر بوشهر ساکن بودند و تجارت می‌کردند. در ماه مه سال ۱۷۱۱ میلادی هانری مارتین، کشیش و مترجم انجیل به زبان فارسی، در بندر بوشهر از کشتی پیاده شد. او می‌نویسد:
به خانه یک خانواده ارمنی مقیم بوشهر رفتم و روز یکشنبه در کلیسای ارمنیان در مراسم مذهبی که به وسیله یک کشیش انجام پذیرفت شرکت کردم 
ارمنیان بوشهر در سال ۱۸۲۵ میلادی مدرسه‌ای دایر کردند که دانش آموزان بوشهر را ۲۰ خانواده ذکر کرده‌است. خوجا هاروتیون، یکی از بازرگانان ارمنی ثروتمند بوشهر، باغی وسیع داشت که انواع مرکبات و گل‌های زیبا ایرانی و هندی در آن کاشته بود.
کلیسای بوشهر در سال ۱۷۷۳ میلادی بازسازی شد و در سال ۱۸۱۹ میلادی به جای کلیسای قبلی کلیسای دیگری ساختند که بسیار شبیه کلیسای شیراز بود. در مدرسه ارمنیان بوشهر در سال ۱۹۰۷ میلادی زبان‌های فارسی، انگلیسی، ارمنی تدریس می‌شد.

### ارسباران-قره داغ
قره داغ، که نام ارمنی آن در نقشهٔ ارمنستان (آرداوانیان) یا سرزمین قدرتمند (مار) نامیده می‌شد، از شهرستان‌های ارمنی‌نشین حوزهٔ ارمنیان آذربایجان بوده‌است. در طی سال‌ها ارمنیان قره داغ به ارمنستان، تبریز، تهران و شهرهای دیگر نقل مکان کرده‌اند. در سده بیستم در بیش از بیست روستای قره داغ خانواده‌های ارمنی سکونت داشتند.

### همدان
در ۱۶۷۶ میلادی، شماری از ارمنیانی که به دستور شاه عباس به اصفهان منتقل شده بودند و همچنین مهاجران و تجار ارمنی روسیه، به درخواست والی همدان، در این شهر اقامت گزیدند. تعدادی از این ارمنیان در خود شهر همدان و در محله‌ای به نام سرقلعه اجتماع و کلیسایی به نام استپانوس مقدس بنا کردند. تعداد دیگری نیز در بخش شرقی همدان و در روستای شورین سکونت داده شدند. این روستا در ۱۹۴۰ میلادی از ارمنیان خالی شد.

### اراک
مطابق اسناد موجود در سالنامهٔ همگان اولین نشانه‌های حضور ارمنیان در اراک به سال‌های ۱۹۰۲–۱۹۰۳ میلادی بر می‌گردد که تعدادی از ارمنیان ساکن جلفای اصفهان به عنوان منشی و حسابدار در کنسولگری انگلستان در اراک ساکن شدند.

### خراقان
بخش ارمنی‌نشین خراقان (با گویش ارمنی قاراقان) در شمال غربی استان مرکزی قرار گرفته‌است و یکی از بخش‌های شهرستان ساوه این استان محسوب می‌شود. اجتماع ارمنیان در این منطقه بین ۱۷۴۰–۱۷۵۰ میلادی و در نتیجهٔ نقل مکان ارمنیان از بربرود، فریدن، همدان به این مکان شکل گرفت. در ۱۸۵۶ میلادی، چهار روستای ارمنی‌نشین در این منطقه وجود داشت. بعدها تعداد این روستاها به هشت روستا رسید که شغل اصلی ارمنیان آن دامداری و کشاورزی بود.
در روستای چاناقچی کلیسای سرکیس مقدس (به گواه سنگ نوشتهٔ ورودی کلیسا) در سال ۱۷۳۵ که گنبدی کوچک بود بنا نهاده شد و سپس در سال ۱۷۷۰ توسط استاد سرکیس دهباشیان، تجدید بنا گشت.
نقطهٔ جالب توجه این روستا و کلیسا فعالیت همزمان کلیسا و مسجد در شعاع کمتر از یکصد متری نسبت به همدیگر می‌باشد که نشان فرهنگ بالای مردمان ترک‌زبان آن منطقه با همزبانان خود ولو با کیشی متفاوت در طی قرون متمادی است.

## مهاجرت‌های گروهی ارمنی‌ها

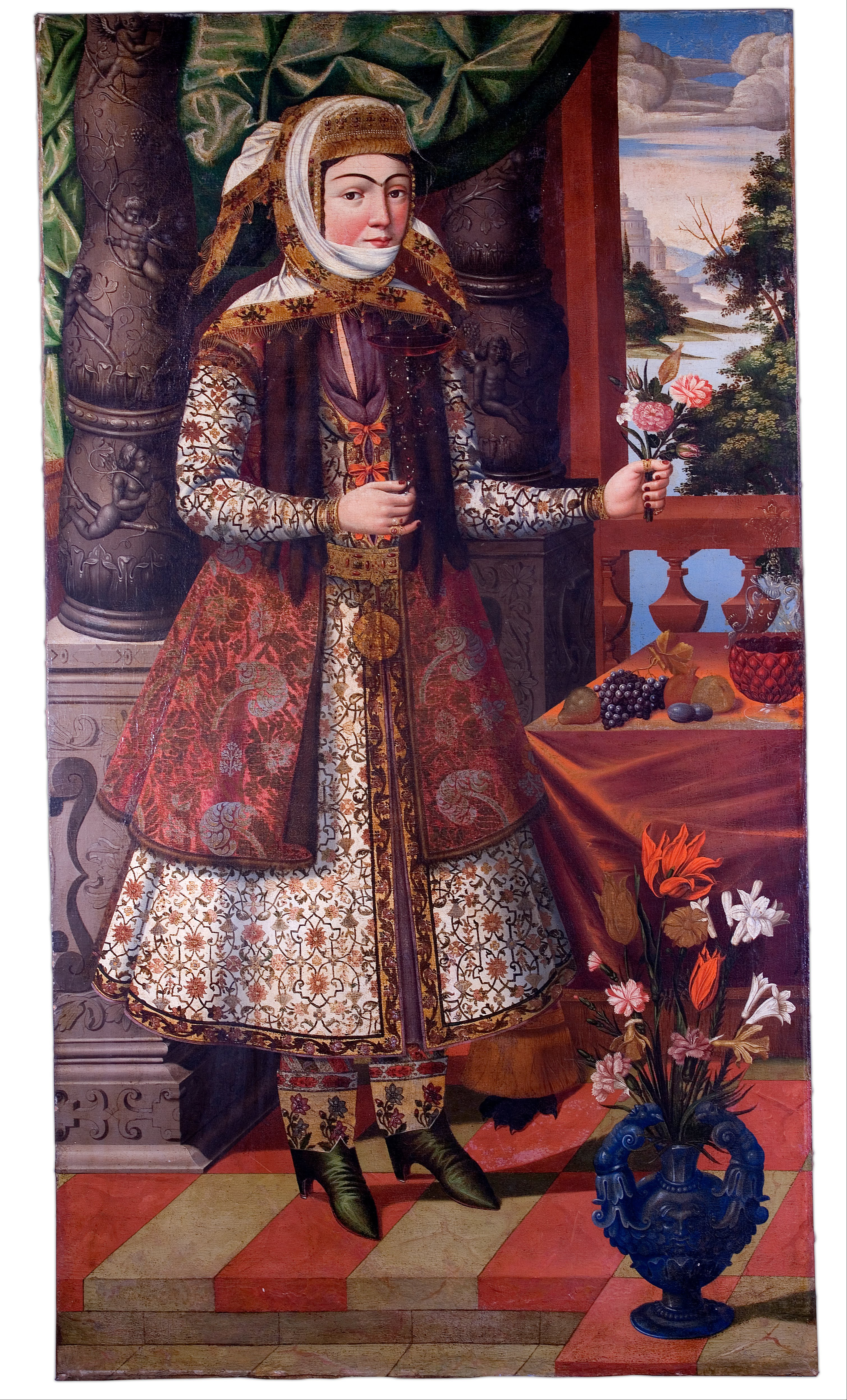
نقاشی زن ارمنی در جلفا در دوران صفویه اثر مارکوس

- مهاجرت‌های اجباری ارمنیان به ایران و کشورهای همسایه و برگشت به ارمنستان

اولین مهاجرت ارمنیان در سده سوم میلادی در زمان اردشیر بابکان انجام پذیرفته‌است. این روند در طی دو سال یعنی از سال ۲۲۶ میلادی تا ۲۲۸ میلادی ادامه داشت. دومین مهاجرت گروهی ارمنیان در زمان حکومت شاپور دوم در سده چهارم میلادی به وقوع پیوسته‌است.
در سده سیزدهم ارمنیان به خاطر تجارت به ایران مهاجرت کردند و مقیم تبریز، مرند، رشت، خوی، سلماس، مراغه، سلطانیه و ری شدند. در سال ۱۵۱۴ میلادی پس از جنگ چالدران ارتش سلطان سلیم اول پس از اینکه به تبریز رسید، سه هزار نفر پیشه‌ور ارمنی را همراه با خانواده‌های آن‌ها اسیر کرد و در سال ۱۵۸۰ میلادی عثمانی‌ها چند منطقه ایران را اشغال کردند و تقریباً شصت هزار نفر از ارمنی‌های ایران به ترکیه برده شد.
بدین ترتیب در سال ۱۶۰۴ میلادی شاه عباس نزدیک به سیصد و پنجاه هزار تن از ارمنیان را کوچاند ولی تنها پنجاه هزار تن آن‌ها به زاینده رود در جلفا رسیدند. بعد از جنگ‌های ایران و روسیه در دوره قاجار در سال ۱۸۲۸ میلادی و در نتیجه مذاکرات صلح و عهدنامه ترکمانچای ارمنی‌های ساکن ایران مجاز بودند طی فقط یک سال به ارمنستان و مناطق و روستاهای ارمنی قفقاز جنوبی مهاجرت کنند. در سال‌های ۱۸۲۸ و ۱۸۲۹ میلادی حدود چهل و پنج هزار نفر به آن مناطق مهاجرت کردند. در سال ۱۹۱۵ میلادی در طی مقاومت وان ۱۵۰۰۰ نفر از وان و ارمنستان غربی به سلماس و تبریز پناه بردند و بیشتر آنان به ارمنستان یعنی در زمان کشتار مسیحیان تبریز توسط عثمانی مهاجرت کردند و تعدادی از آنان هم در سال ۱۹۱۸ میلادی مهاجرت کردند.
طی سال‌های ۱۹۴۶ و ۱۹۴۷ میلادی از ایران حدود ۲۶۰۰۰ نفر به ارمنستان مهاجرت کردند.

## ارمنی‌ها در مجلس
جامعه ارمنی ایران در پی انقلاب مشروطه از دورهٔ دوم مجلس از حق داشتن نماینده در مجلس شورای ملی برخوردار شد؛ یوسف میرزایانس نخستین نمایندهٔ منتخب ارمنیان از (۲۴ آبان ۱۲۸۸ تا ۳ دی ۱۲۹۰) بود او در دوره‌های سوم و چهارم مجلس بین سال‌های (۱۴ آذر ۱۲۹۳ تا ۲۱ آبان ۱۲۹۴) و (۱ تیر ۱۳۰۰ تا ۳۰ خرداد ۱۳۰۲) نمایندهٔ منتخب ارمنیان باقی ماند و در دوره پنجم (۲۲ بهمن ۱۳۰۲ تا ۲۲ بهمن ۱۳۰۴ خورشیدی) آلکساندر آقایان، از سوی ارمنیان جنوب و سهراب ساگینیان، از سوی ارمنیان شمال، به نمایندگی مجلس انتخاب شدند. پس از استقرار جمهوری اسلامی ایران، همان حقوق به قدرت خود باقی ماند. بر اساس اصل ۶۴ قانون اساسی جمهوری اسلامی ایران، ارمنیان دارای دو نماینده در مجلس شورای اسلامی هستند (از سوی ارمنیان ساکن در جنوب و شمال). آزادی مذهبی آنان نیز در ماده ۱۳ همان قانون پیش‌بینی شده‌است.
| دوره              | اسامی نمایندگان و حوزهٔ انتخابی مجلس شورای ملی                   | دوره                   | اسامی نمایندگان و حوزهٔ انتخابی مجلس شورای ملی                   |
| ----------------- | --------------------------------------------------------------- | ---------------------- | --------------------------------------------------------------- |
| ششم ۱۳۰۵–۱۳۰۷     | هوهانس خان ماسحیان (ارمنیان جنوب) سهراب ساگینیان (ارمنیان شمال) | شانزدهم ۱۳۲۸–۱۳۳۰      | پطروس آبکار (ارمنیان جنوب) آرام بوداغیان (ارمنیان شمال)         |
| هفتم ۱۳۰۷–۱۳۰۹    | یوسف میرزایانس (ارمنیان جنوب) سهراب ساگینیان (ارمنیان شمال)     | هفدهم ۱۳۳۰–۱۳۳۲        | ارمنیان نماینده نداشتند                                         |
| هشتم ۱۳۰۹–۱۳۱۱    | یوسف میرزایانس (ارمنیان جنوب) سهراب ساگینیان (ارمنیان شمال)     | هجدهم ۱۳۳۲–۱۳۳۵        | واهرام خان ظهرابیان (ارمنیان جنوب) آرام بوداغیان (ارمنیان شمال) |
| نهم ۱۳۱۱–۱۳۱۴     | یوسف میرزایانس (ارمنیان جنوب) سهراب ساگینیان (ارمنیان شمال)     | نوزدهم ۱۳۳۵–۱۳۳۹       | فلیکس آقایان (ارمنیان جنوب) سواک ساگینیان (ارمنیان شمال)        |
| دهم ۱۳۱۴–۱۳۱۶     | یوسف میرزایانس (ارمنیان جنوب) سهراب ساگینیان (ارمنیان شمال)     | بیستم ۱۳۳۹–۱۳۴۲        | سواک ساگینیان (ارمنیان جنوب) فلیکس آقایان (ارمنیان شمال)        |
| یازدهم ۱۳۱۶–۱۳۱۸  | جبرائیل بوداغیان (ارمنیان جنوب) سهراب ساگینیان (ارمنیان شمال)   | بیست و یکم ۱۳۴۲–۱۳۴۶   | سواک ساگینیان (ارمنیان جنوب) فلیکس آقایان (ارمنیان شمال)        |
| دوازدهم ۱۳۱۸–۱۳۲۰ | جبرائیل بوداغیان (ارمنیان جنوب) سهراب ساگینیان (ارمنیان شمال)   | بیست و دوم ۱۳۴۶–۱۳۵۰   | سواک ساگینیان (ارمنیان جنوب) گاگیک هواکیمیان (ارمنیان شمال)     |
| سیزدهم ۱۳۲۰–۱۳۲۲  | جبرائیل بوداغیان (ارمنیان جنوب) سهراب ساگینیان (ارمنیان شمال)   | بیست و سوم ۱۳۵۰–۱۳۵۴   | سواک ساگینیان (ارمنیان جنوب) گاگیک هواکیمیان (ارمنیان شمال)     |
| چهاردهم ۱۳۲۲–۱۳۲۴ | آلکساندر آقایان (ارمنیان جنوب) آرداشس آوانسیان (ارمنیان شمال)   | بیست و چهارم ۱۳۵۴–۱۳۵۷ | سواک ساگینیان (ارمنیان جنوب) خانم اِما آقایان (ارمنیان شمال)     |
| پانزدهم ۱۳۲۶–۱۳۲۸ | ارمنیان جنوب نماینده نداشتند آرام بوداغیان (ارمنیان شمال)       |                        |                                                                 |

| دوره              | اسامی نمایندگان و حوزهٔ انتخابی مجلس شورای اسلامی                 |
| ----------------- | ---------------------------------------------------------------- |
| اول ۱۳۵۹–۱۳۶۳     | هراچ خاچاطوریان (ارمنیان جنوب) هرایر خالاتیان (ارمنیان شمال)     |
| دوم ۱۳۶۳–۱۳۶۷     | آرداوازد باغومیان (ارمنیان جنوب) وارطان وارطانیان (ارمنیان شمال) |
| سوم ۱۳۶۷–۱۳۷۱     | آرداوازد باغومیان (ارمنیان جنوب) وارطان وارطانیان (ارمنیان شمال) |
| چهارم ۱۳۷۱–۱۳۷۵   | آرداوازد باغومیان (ارمنیان جنوب) وارطان وارطانیان (ارمنیان شمال) |
| پنجم ۱۳۷۵–۱۳۷۹    | آرداوازد باغومیان (ارمنیان جنوب) وارطان وارطانیان (ارمنیان شمال) |
| ششم ۱۳۷۹–۱۳۸۳     | ژرژیک ابرامیان (ارمنیان جنوب) لون داویدیان (ارمنیان شمال)        |
| هفتم ۱۳۸۳–۱۳۸۷    | روبرت بگلریان (ارمنیان جنوب) گئورک وارطان (ارمنیان شمال)         |
| هشتم ۱۳۸۷–۱۳۹۱    | روبرت بگلریان (ارمنیان جنوب) گئورک وارطان (ارمنیان شمال)         |
| نهم ۱۳۹۱–۱۳۹۵     | روبرت بگلریان (ارمنیان جنوب) کارن خانلری (ارمنیان شمال)          |
| دهم ۱۳۹۵–۱۳۹۹     | ژرژیک ابرامیان (ارمنیان جنوب) کارن خانلری (ارمنیان شمال)         |
| یازدهم ۱۳۹۹–۱۴۰۳  | روبرت بگلریان (ارمنیان جنوب) آرا شاوردیان (ارمنیان شمال)         |
| دوازدهم ۱۴۰۳–۱۴۰۷ | گغارد منصوریان (ارمنیان جنوب) آرا شاوردیان (ارمنیان شمال)        |

## نقش سیاسی ارمنیان
- میرزا ملکم‌خان ناظم الدوله

یپرم خان ارمنی و جعفر قلی سردار اسعد بختیاری در لباس رزم به اتفاق گروهی از مجاهدین مسلح ارمنی و بختیاری.

- هوهانس خان ماسحیان (آوانس خان مساعد السلطنه)
- یپرم‌خان (داوتیان)
- گریش‌خان دانیلیان معروف به سرهنگ گریشا

«متولد ۱۸۸۶م در شهر گنجه، دادستان نظامی شهر مشهد و فرماندهی ژاندارمری خوزستان، از یاران رزمنده یپرم در جنبش مشروطه ایران و رئیس پلیس تهران، وفات ۱۹۳۳م در شهر اهواز.»
- آلکساندر آقایان

«اولین حقوقدان ارمنی – ایرانی که به محض ورود به ایران به آزادیخواهان پیوست و جزو یاران نزدیک یپرم درآمد. یپرم نیز او را به اداره امور مالی نظمیه برگزید و او به بهترین نحو از عهده این مهم برآمد. وی سال‌ها خدمات مهم دولتی داشت و مؤسس بیمه در ایران است.»
- سرتیپ داویدخان ساگینیان

«فرمانده قوشون ایران در استان‌های شیراز و اصفهان در زمان فتحعلی‌شاه قاجار بود.»
- مارکار خان داویدخانیان

«ناظر فتحعلی شاه (۱۸۰۴ تا ۱۸۴۸).»

امیر تومان ماردیروس خان

- امیرتومان ماردیروس خان (داوید خانیان)

«رئیس ستاد بریگاد قزاق. او علاوه بر تدریس در مدرسه دارالفنون در وزارت اطلاعات و دارالترجمه خاصه دولتی به عنوان مترجم زبان‌های روسی و فرانسه آغاز به کار کرد.»
- گاسپار ایپگیان

«مشاور سید ضیاء الدین طباطبایی و شهردار تهران بود.
از اقدامات او تأمین روشنایی خیابان‌های مهم تهران با چراغ برق بود. در پی این برنامه دستور داد در خیابان‌های امیریه (تهران)، خیابان لاله‌زار، چهارراه استانبول و خیابان فردوسی کنونی سیم هوایی کشیدند و در فواصل معین لامپ نصب کردند.
او به صاحبان دکان‌های خیابان‌های لاله زار و خیابان فردوسی و خیابان ناصرخسرو را موظف کرد در و پنجره دکان‌های خود را به رنگ سبز درآورند و تابلوهای لاتین سر در مغازه‌ها و پشت شیشه‌ها را پاک کرده، از نام‌های فارسی استفاده کنند.»

نفر چپ اسکندرخان ست خانیان، (داویدخانیان)، سرتیپ قزاق، پشت سر او رضاشاه در عکس دیده می‌شود

- اسکندرخان ست خانیان، (داویدخانیان)

«فرزند زادورخان (زادورخان مترجم ناصرالدین شاه به زبان‌های ارمنی، روسی، فرانسوی، انگلیسی، فارسی و ترکی) او درجه سرتیپی و در تهران معاونت فرماندهی قزاق‌ها را برعهده داشت به پنج زبان مسلط بود.»
- میرزاجان داودخان/داویدخان/ژان داود هوهانس

«یکی از شخصیت‌های برجسته ارمنی در دوره سلطنت محمدشاه و ناصرالدین‌شاه قاجار، میرزا جان داودخان یا جان داود ارمنی است. داودخان از کارمندان دربار و مترجم اول دربار محمد شاه و ناصرالدین شاه بود.»
- ستوان دوم مگردیچ خان داویدخانیان

متولد ۱۹۰۲م در جلفای اصفهان در سن ۱۳ سالگی عضو واحد داوطلب ارمنی در جنگ‌های ارمنیان با عثمانی بود. بعد از پایان جنگ به اصفهان بازگشت و وارد ارتش ایران شد و به فرمانداری دزفول منصوب شد. او از طرف سرلشکر فضل‌الله زاهدی به سمت ریاست اسکورت مخصوص سردار سپه در جنوب منصوب شد. او در سال ۱۹۸۳م وفات یافت.
- ست خان آسدوادزادوریان (صدقی بیگ)

نفر وسط سرگرد مگردیچ داویدخانیان حاکم خرمشهر در زمان رضاشاه سال ۱۳۰۶خ

«در اواخر سده هجدهم میلادی در یک خانواده بازرگان در بندر بوشهر دیده به جهان گشود. ست خان در کودکی نزد کشیش کلیسای بوشهر به تحصیل پرداخت. در سیزده سالگی خانواده اش او را برای ادامه تحصیل و فراگرفتن زبان انگلیسی به بمبئی فرستادند.
در تهران ست خان به استخدام دربار قاجار درآمد، سپس به تبریز نزد عباس میرزا نایب السلطنه رفت و عباس میرزا به او لقب خان داد.»
- منوچهرخان معتمدالدوله

«یکی از معروفترین خانواده‌های ارمنی شهر تفلیس در گذشته، «خانواده اناگولوپیان» بود. بزرگ این خانواده به نام میرزا گورگن یا گرگین، یکی از وزیران پادشاه گرجستان بود.
چنگور یکی از پسران میرزا گورگن در سپاه پاول سیسیانوف فرمانده روس بود. او به اسارت سپاهیان ایران درآمد. چنگور جوانی تنومند، بلند بالا و خوش صورت بود. او را مقطوع النسل کردند و آغامحمدخان قاجار او را منوچهر خواند و بعداً هم به او لقب خان داد.
منوچهر خان در دربار قاجار رشد و ترقی کرد. وی در آغاز از خواجگان حرمسرا بود. پس از چندی غلام خاصه شاه و خواجه باشی دربار شد، و سرانجام به مقام «ایشیک آقاسی باشی» رئیس یا وزیر تشریفات نائل آمد.
منوچهرخان از ندیمان نزدیک و مورد اطمینان فتحعلی شاه بود. شاه در بیشتر مواقع در کارهای بسیار مهمی با او شور و مشورت می‌کرد. یحیی میرزا پسر فتحعلی شاه در سن هشت سالگی حاکم گیلان شد و منوچهرخان در سال ۱۸۲۳م به عنوان پیشکاری او تعیین شد و توانست یاغیان و راهزنان راه‌ها را سرکوب نماید و راه‌ها را امن کرد و به تجار، خصوصاً تجار ارمنی کمک مالی فراوان کرد و به ترویج و توسعه تجارت همت گماشت.»
- سلیمان خان سهام الدوله

«یکی دیگر از اعظای خانواده اناگولوپیان، سوقومون (سلیمان) برادر منوچهر خان معتمدالدوله بود. سلیمان در قتل‌عام تفلیس به دست سپاهیان آقا محمد خان با فداکاری مادرش جان سالم به دربرد. به توصیه برادرش منوچهرخان او با مادرش به ایران آمد. سلیمان ابتدا به خدمت عباس میرزا نایب السلطنه درآمد و به کار سپاهی گری مشغول شد، وی در جنگ‌های ایران و عثمانی نیز شرکت جست. سلیمان خان سهام الدوله که بسیار مورد اعتماد و توجه امیرکبیر بود پس از چندی به حکومت لرستان و خوزستان منصوب شد.
سلیمان دو پسر داشت به نام‌های جهانگیر خان که او وزیر صنایع بود و منصب سرتیپی داشت و پسر دیگر او نریمان‌خان قوام السلطنه به زبان فرانسوی مسلط بود و مترجم وزارت امور خارجه و دارای منصب نیابت اول آجودان باشی داشت.»
- آقالربیگ آقالر

«یکی از اعضای خانواده اناگولوپیان بود او از ارامنه گرجستان بود که به ایران آمد از تهران به تبریز رفت و به سپاهیان عباس میرزا پیوست و به عضویت فوج مخصوص وی درآمد.
او یکی از اعضای هیئت نمایندگی ایران برای مذاکره با دولت عثمانی بود. آقالربیگ لقب خان را از عباس میرزا دریافت کرد. او به زبان‌های فارسی و روسی تسلط کامل داشت، به عضویت در هیئت نمایندگی ایران در مذاکرات عهدنامه ترکمانچای درآمد.»
- جهانگیرخان، جهانگیرخان اناگولوپیان

«برادرزاده منوچهرخان معتمدالدوله و فرزند سلیمان خان سهام الدوله بود. او در سال ۱۸۳۳م در شهر تبریز به دنیا آمد. او درجه سرتیپی را از ناصرالدین شاه دریافت نمود و بعد هم ژنرال آجودان ناصرالدین شاه شد.
او صنعتگر قابلی بود و در سال ۱۸۸۲م توانست برای تفنگهای سپاهیان ایران فشنگ بسازد لذا شاه او را به وزیر صنایع منصوب کرد. در همین سال جهانگیرخان به درجه امیرتومانی نائل آمد و او بانی زرادخانه در ایران بود. ساختن کوره ذوب فلزات برای ریختن توپ در زرادخانه و برپا کردن کارخانه باروت کوبی در تهران از جمله کارهای سودمند او بود.»
- هوهانس خان آگچالیان منیع السلطنه هوهانس

«در ۱۸۳۳م زاده شد، از محل تولد و تحصیل او اطلاعی در دسترس نیست. او به استخدام وزارت خارجه ایران درآمد. در ابتدای خدمت چون به زبان‌های فارسی، ترکی، ارمنی، یونانی و انگلیسی آشنایی داشت، به مترجم کارپردازی شهر ازمیر در دوران دولت عثمانی منصوب شد.
هوهانس در سال ۱۸۷۵م به مقام (باش ترجمانی) و (ویس کنسول) ایران در شهر ازمیر ارتقای مقام یافت، سپس در ۱۸۸۴م به کاردانی کنسولگری ایران در شهر ازمیر گماشته شد. در سال ۱۸۸۶م لقب خان به او عطا شد. او در سال ۱۸۸۸م به نیابت اول سفارت ایران در استانبول منصوب گردید.
در ۱۸۹۶م به درجه سرتیپی نایل شد و در سال ۱۸۹۷م به مصر اعزام گردید. او در سال ۱۸۹۹م به لقب منیع السلطنه مفتخر گردید و به عنوان سفیر فوق‌العاده ایران برای اعلام جلوس مظفرالدین شاه به تخت شاهی به دربار بلگراد و دربار صوفیه اعزام شد.
هوهانس خان عضو کمیسیون اصلاح امور پستی و تلگرافی میان دولت ایران و عثمانی و نیز عضو کمیسیون تجدید عهدنامه بازرگانی در دربار بود.»
- ماطه‌وس خان (ماتئوس خان) ملیکیانس

«در سال ۱۸۷۵م در خانواده ملیکیانس که از ارمنیان همدان بود متولد شد و در تهران در مدرسه هایگازیان دیپلم گرفت و وارد کالج آمریکایی شد. پس از فارغ‌التحصیلی در همان کالج به مدت دو سال مشغول تدریس شد.
او به استخدام وزارت مالیه درآمد و در اداره خزانه مشغول کار شد و ملقب به خان گردید.
او در سال ۱۹۰۴م کتابی تحت عنوان «مملکت شمس طالع یا دولت ژاپن» به فارسی ترجمه و تألیف کرد و برای نخستین بار مردم ایران را با کشور ژاپن آشنا ساخت.
وزارت مالیه در سال ۱۹۱۰م اداره رسوم را تأسیس کرد و او به ریاست آن برگزیده شد.
در سال ۱۹۳۶م به دستور رضاشاه مدارس ارمنیان در سراسر ایران بسته شد و در آن تاریخ ماطه وس خان مدیر مدارس ارمنیان تهران بود، او را زندانی کردند. ماطه وس خان نامه‌ای به رضا شاه می‌فرستد و شاه او را از زندان آزاد می‌کند ولی مختاری رئیس شهربانی با آزادی ماطه وس خان مخالفت ورزید و او را به زندان قصر فرستادند. او در سال ۱۹۴۱م از زندان آزاد شد و هشت ماه بعد از آزادی فوت کرد.»
- مؤسس خان خاچادوریان

«در سوم ژوئیه سال ۱۸۷۸م در شهر همدان متولد شد. او فارغ‌التحصیل کالج آمریکایی بود. او به زبان‌های فارسی و ارمنی و انگلیسی آشنایی کامل داشت.
مؤسس خان به استخدام وزارت مالیه درآمد و بعدها به سمت رئیس گمرک بندر لنگه درآمد و پس از مدتی رئیس گمرک بوشهر شد.
او رئیس مالیه استان فارس و سپس رئیس مالیه تبریز گردید. او در سال ۱۹۲۱م رئیس مؤسسه انحصار دخانیات ایران گردید.
از سوی احمدشاه قاجار نشان شیر و خورشید درجه دوم به او اهدا شد.
مؤسس خان در کلیه سازمان‌های وابسته به کلیسا و انجمن‌های خیریه فعالیت پرثمر داشت. او برای بقا و دوام مدرسه هایگازیان تلاش بسیار کرد و تا آخر عمر خود رئیس انجمن کل خیریه ارمنیان تهران بود.
مؤسس خان در هفدهم ژانویه سال ۱۹۳۳م در تهران در گذشت.»

## ارمنی‌ها در دارالفنون
یک ماه پس از آغاز بنای دارالفنون در ۱۲۶۶ه‍.ق امیرکبیر به (جان داودخان) ارمنی یا داوید داویدیان، مأموریت داد به کشور اتریش و پروس برود و معلمانی برای تدریس در دارالفنون استخدام کند.
امیرکبیر در شوال ۱۲۶۶ه‍.ق اختیارنامه‌ای به جان داودخان داد که در قسمتی از اختیارنامه چنین نوشته‌است:

نمای سمت ورودی ساختمان دارالفنون پس از بازسازی کلی در سال ۱۳۸۹

«عالی جاه فطانت و ذکاوت همراه زیده المسیحین مسیوجان داود مترجم اول دولت علّیه ایران را مرقوم می‌شود که چون برای مکتبخانه پادشاهی که در مقر خلافت باهره بنیان شده‌است، شش معلم که کمال مهارت و وقوف داشته باشند و از قرار بتفصیل؛ معلم نظام پیاده یک نفر، معلم حکمت و جراحی و تشریح یک نفر، معلم هندسه یک نفر، معلم علم معدن یک نفر، معلم توپخانه یک نفر، معلم سواره نظام یک نفر ضرور و در کار است، لهذا آن عالیجناب از جانب شرافت جوانب اولیای دولت علّیه مأمور و مرخص است که به مملکت شما (اتریش) و پروس رفته، معلم‌های مزبور را از قرار تفصیل فوق تا مدت پنج تا شش سال اجیر کرده با مخارج آمدن و رفتن نوشته به آن‌ها داده هر قراری که عالی جاه به آن‌ها بدهد در نزد اولیاء دولت ابدمدت مقبول و ممضی است.
حرره فی شهر شوال ۱۲۶۶ه‍. ق»
معلمان ارمنی دارالفنون
- امیر تومان ماردیروس خان

«متولد جلفای اصفهان، مدرس زبان روسی»
- اسکندر خان داویدیان

«فرزند ماردیروس خان امیرتومان - فارغ‌التحصیل دانشکده السنه شرقیه لازاریان در مسکو و مدرس زبان روسی»
- میرزا ملکم خان ناظم الدوله
- دکتر گارنیک خان دالکجیان

«فارغ‌التحصیل از العلوم الحکمتیه شاهانه (دارالفنون طبی همایون) شهر استانبول. دکتر دالکجیان در دارالفنون داروسازی تدریس می‌کرد.»
- دکتر بازیل

«بازیل که از او با نام‌های میناس، مانوک و بارسق یاد شده در ۱۴ ژوئن ۱۸۵۷م/۱۲۷۳ ه‍.ق در محله تبریزیان جلفای اصفهان دیده به جهان گشود و دوره ابتدایی را در مدرسه میناس، در جلفا طی کرد. در سال ۱۸۷۱م/۱۲۸۸ به هندوستان رفت، در کالج (سورپ پرگیچ) به تحصیل پرداخت و موفق به اخذ لیسانس شد. در سال ۱۸۸۰م وارد دانشکده پزشکی شد. در سال ۱۸۸۱م به انگلستان مسافرت کرد و در دانشکده پزشکی ادینبرو تحصیل کرد. در سال ۱۸۸۹م/۱۳۱۶ه‍.ق به تهران آمد و به عنوان استاد در رشته پزشکی دارالفنون به تدریس پرداخت. او مدت ۲۲ سال استاد و رئیس رشته پزشکی دارالفنون بود، و در طی این سال‌ها ۱۸۹ پزشک تحویل جامعه ایران داد.»
- سهراب «زورا» ساگینیان

«متولد تبریز. ساگینیان پس از پایان تحصیلات در تبریز به کشور سوئیس رفت و در دانشگاه ژنو در رشته علوم سیاسی و اقتصادی به تحصیل پرداخت. پس از مراجعت به ایران در دارالفنون علوم سیاسی و اقتصادی تدریس می‌کرد.»
- دکتر گارابد پاپاریان

«او مدرس داروسازی در دارالفنون بود»
- هوهانس خان ماسحیان (آوانس خان مساعد السلطنه)

«در دارالفنون در شعبه علوم سیاسی، حقوق بین‌الملل و تاریخ جهان تدریس می‌کرد.»

## فعالیت‌های شغلی ارمنیان ایران
زرگری و جواهرسازی
در دوره قاجار جواهرسازان و زرگران دربار، به‌خصوص دربار ناصری ارمنیان بودند. ناصرالدین شاه همیشه یک زرگرباشی ارمنی مخصوص به خود داشت. یکی از مشهورترین زرگران و جواهرسازان دوره فتحعلی شاه، تاتووس آراکلیان بود که به او لقب (تراب خان) داده بودند.
از جواهر سازان عصر معاصر می‌توان به لوون آودیان را نام برد.

### شمشیرسازی
یکی از صنعتگران اسلحه ساز مشهور عصر فتحعلی شاه (خاچاطور ببوریان زرنشانی) بود. او از ارمنیان تفلیس بود که در ۱۸۲۶م در جنگ‌های ایران و روس در نزدیکی شهر ایروان به اسارت ایرانیان درآمد. چون در قفقاز بسیار مشهور بود برای اینکه ناشناس بماند خود را گورگن نامید. فتحعلی شاه به او لقب (اوستاباشی) داد و کارگاهی در اختیار او گذاشت.

### تپانچه‌سازی
از نامی‌ترین تپانچه (اسلحه دستی) سازان ارمنی، (استاد استپان تپانچه ساز) بود. او تپانچه‌های بسیار ظریف و زیبایی می‌ساخت. تپانچه‌ای ساخت استاد استپان، که آن را در سال ۱۸۴۴م در زمان سلطنت محمدشاه ساخته بود در موزه اسلحه تهران نگهداری می‌شود.
از دیگر تپانچه سازان مشهور ارمنی می‌توان به:
«کلانتریانس، میرزا قرنلی و تاتووس قنداق ساز (از قنداق سازان نامی تهران در دهه هفتم سده سیزدهم) اشاره کرد.»

### پوست دوزی
از معروفترین پوست دوز (وُسگان گریگوریانتس) بود فتحعلی شاه به او لقب کورگ چی باشی داده بود.

### خیاطی
از معروفترین خیاطان می‌توان به مارتینو توتوانیان و هوسپ تاتووسیان (هوسپ خیاط باش هم می‌گفتند) را نام برد.
مارتینو چند نشان از کشورهای مختلف دریافت کرده بود. ناصرالدین شاه نشان شیروخورشید به او اهداء داده بود.

### عکاسی
ژوزف پاپازیان از عکاسان بنام عهد ناصرالدین شاه بود. او در سال ۱۸۸۲م عکاسخانه‌ای در تهران دایر کرد. پاپازیان مهر ساده‌ای با نقش شیروخورشید و نام خود و تاریخ تأسیس عکاسخانه با عبارت (دارنده مدال‌های طلا از شاه ایران) به زبان انگلیسی برای خود ساخته بود.

### پزشکی
از نخستین پزشکان ارمنی که در تهران به طبابت پرداختند داوید مگرچیان داویدیانس بود که نزد مقامات و مردم ایران به حکیم داودخان معروف بود. او در سال ۱۷۸۶م در استان آرارات متولد شد. برخی زادگاه او را شیراز و برخی دیگر در ارمنستان غربی می‌دانند. در سنین نوجوانی به هند سفر کرد و در شهر کلکته به تحصیل پرداخت و در سال ۱۸۱۲م فارغ‌التحصیل شد. او مدتی در ارتش انگلستان در کشور هند خدمت می‌کرد.
در سال ۱۸۳۱م به تهران آمد و پزشک مخصوص فتحعلی شاه شد. فتحعلی شاه داویدیانس را مفتخر به لقب خان و دریافت نشان شیر و خورشید گوهر ساخت. پس از درگذشت فتحعلی شاه، حکیم داودخان پزشک مخصوص محمدشاه قاجار شد. محمدشاه نیز حکیم داودخان را به دریافت نشان گوهر مفتخر کرد.
از دیگر پزشکان ارمنی عصر قاجار می‌توان به:
«هاروتیون تیریاکیان، نوودون آزاگابدیان، کاراپت پاشایان‌خان، دکتر ماکاشیان، دکتر گریگوریان، ادیک قازاریان، دکتر بازیل و گارگین هوویان نام برد.»
دکتر تاشچیان و دکتر آرشاک و دکتر آقانور (طبیب مخصوص ظل‌السلطان برادر شاه) بودند.

### داروسازان ارمنی
از داروسازان ارمنی می‌توان به (داروخانه شِوِورین) در خیابان ناصرخسرو کنونی بود نام برد.
از دیگر داروسازان خوش‌نام، آرسن میناسیان، بود که اولین داروخانه شبانه‌روزی و اولین آسایشگاه و معلولین را در شهر رشت، بنانهاد.
دکتر گارابد پاپاریان فارغ‌التحصیل دارالعلوم الحکمتیه شاهانه شهر استانبول بود. او در تهران در خیابان ناصریه داروخانه معتبری دایر کرد.
دکتر پاپاریان دو کتاب به زبان فارسی از خود به یادگار گذاشته‌است. یکی از این کتاب‌ها دربارهٔ بهداشت دهان و دندان است و حفظ الصحه دندان نام دارد. کتاب دوم دربارهٔ بهداشت و حفظ سلامتی است و حفظ الصحه یا علم الابدان نام دارد.
یکی دیگر از داروسازان مشهور دوره قاجار دکتر گارنیک خان دالکجیان است. او فارغ‌التحصیل دارالفنون طبی همایون شهر استانبول بود.

## اقتصاد
پس از مرگ شاه عباس، ارمنیان به تدریج از آزادیهایی که داشتند محروم گشتند. در همین دوران بود که فعالیت‌های شغلی ارمنیان به چهار حوزه شغلی تجارت، نجاری، زرگری و جواهرسازی، و تهیه شراب محدود گردید. پس از روی کار آمدن سلسله قاجار مجدداً ارمنیان آزادیهایی یافتند؛ در آغاز تعدادی از ارمنیان به سپاه آقامحمدخان قاجار پیوستند. در دوره سلطنت فتحعلی‌شاه قاجار به‌شمار ارمنیانی که در دربار قاجار به کار اشتغال داشتند افزوده شد. عباس میرزا نایب السلطنه از حامیان ارمنیان بود؛ با پشتیبانی او بسیاری از سدهایی که فرا راه پیشرفت جامعه ارمنیان بود شکسته شد و از میان رفت و زمینه برای فعالیت ارمنیان آماده شد.
«چنگور آناگولوپیان» معروف به «منوچهرخان معتمدالدوله» از محارم فتحعلی شاه به‌شمار می‌رفت و در به سلطنت رسیدن محمدشاه قاجار و سرکوب مدعیان سلطنت نقش عمده‌ای ایفا کرد. منوچهرخان به تدریج یکی از قدرتمندترین رجال ایران گردید. برادران و برادرزادگان او، مانند: (سلیمان خان سهام الدوله، آقالربیگ، رستم بیگ، نریمان خان قوام السلطنه و میرزا جهانگیرخان) وزیر صنایع به مقام والیگری، فرماندهی، وزیر مختاری و وزارت رسیدند.
با افزایش شمار ارمنیانی که به کارهای دولتی اشتغال داشتند، و همچنین با توجه خاص ناصرالدین شاه و مظفرالدین شاه به ارمنیان و شرکت ارمنیان در راه استقرار مشروطیت ایران، قید و بندهایی که در گذشته در انتخاب شغل برای ارمنیان وجود داشت به یکباره از هم گسست و ارمنیان قادر گشتند آزادانه هر شغلی را که علاقه داشتند انتخاب و در آن فعالیت کنند.

### بازرگانان ارمنی
سرزمین ارمنستان به منزله چهارراهی است که آسیا را به اروپا وصل می‌کند؛ از دیرباز بازرگانان ارمنی کالاهای کشورهای آسیایی را به اروپا صادر می‌کردند و مصنوعات و فراورده‌های کشورهای اروپایی را به کشورهای آسیایی می‌آوردند. شاه عباس ابریشم‌ها را به وسیله بازرگانان ارمنی صادر می‌کرد. بازرگانان ارمنی ابریشم‌ها را از انبار سلطنتی تحویل می‌گرفتند و در کشورهای اروپایی می‌فروختند؛ در عوض کالاها و مصنوعات کشورهای اروپایی را خریده، به ایران می‌آوردند؛ سپس بهای ابریشم‌ها را به خزانه شاهی می‌پرداختند.
بازرگانان ارمنی جلفای اصفهان برای سامان دادن به فعالیت‌های بازرگانی خود شرکت‌های بازرگانی تشکیل دادند. این شرکت‌های بازرگانی مقرراتی داشتند که همه کارکنان آن‌ها موظف به اجرای آن بودند و آن‌ها را به صورت اصولی غیرقابل تغییر پذیرفته بودند و اجرا می‌کردند. متن قراردادها به ارمنی بود، ولی کلمه‌های خوراک و پوشاک به فارسی نوشته می‌شد. در آن عصر راه تجارتی بازرگانان ارمنی به اروپا از طریق تبریز به بندر ترابزون یا ازمیر بود، ولی چون دولت عثمانی دشواریهایی برای بازرگانان ایرانی فراهم می‌کرد، بازرگانان جلفا درصدد برآمدند کالاهای خود را از طریق روسیه حمل کنند. نخستین نماینده ارمنیان جلفا که برای گفتگو به روسیه رفت یکی از بازرگانان جلفا به نام «خوجا زاکار شامیریان» بود. او در ۱۶۶۰ میلادی به نمایندگی از سوی بازرگانان جلفا با دولت روسیه تزاری به گفتگو پرداخت. تزار الکسیس یکم روسیه در ۳۱ مه ۱۶۶۷ میلادی فرمانی صادر کرد و به بازرگانان ایرانی اجازه داد از طریق کشور روسیه با اروپا به داد و ستد بپردازند.
- خاندان لازاریان

یکی از ثروتمندترین و نامی‌ترین خانواده‌های ارمنی جلفای اصفهان، لازاریان‌ها بودند. نام این خاندان به صورت (یقیازاریان، نازارتیان، آقازاریان) نیز نوشته شده‌است؛ ولی چون به روسیه تزاری مهاجرت کردند روس‌ها آنان را لازاریان نامیدند. بزرگ این خاندان، «قازار»، ساکن ارمنستان بود و «مانوگ» فرزند او که به (خوجا مانوگ) شهرت داشت، در کوچ بزرگ ارمنیان به ایران به اصفهان آمد و در شمس‌آباد (اصفهان) مقیم شد، ولی پس از مدتی به محله جلفای اصفهان نقل مکان کرد. خوجا مانوگ دارای فرزندی به نام «آقازار» بود. آقازار دو بار ازدواج کرد؛ از همسر اولش چهار فرزند داشت، نام یکی از فرزندانش «نازارت» بود، نازارت نام فرزند خود را آقازار گذاشت. آقازار به (امیر آقازار) مشهور گردید او برجسته‌ترین و ثروتمندترین بازرگانان ارمنی جلفای اصفهان شد. او با کشورهای روسیه، عثمانی و هند داد و ستد می‌کرد؛ جواهرات، مروارید، ابریشم، پارچه، ادویه جات صادر می‌کرد.
نادرشاه افشار در سال‌های ۱۷۴۵ و ۱۷۴۶ میلادی دو بار امیر آقازار را مجبور به پرداخت ۵۰۰۰ نادری کرد. امیر آقازار از ستم نادرشاه به ستوه آمد و با خانواده و ثروتش در مسکو ساکن شد و در این شهر کارخانه پارچه بافی دایر کرد. کاترین دوم به او و چهار فرزندش لقب اشرافی اعطا نمود. یوزف دوم امپراتور اتریش در ۳۰ مارس ۱۷۸۸ میلادی به او لقب کُنت اعطا کرد. نوادگان آقازار از اعیان و اشراف روسیه تزاری گردیدند و تا سالیان دراز حرفه پدری را دنبال کردند. آن‌ها نقش اساسی در اقتصاد روسیه ایفا می‌کردند.
- شاهریمانیان‌ها

«مراد اول» بازرگان موفقی بود که با ایتالیا داد و ستد داشت. او دو فرزند به نام‌های «نازار» و «شاهریمان» داشت؛ این دو با ونیز داد و ستد داشتند؛ اندوخته آن‌ها در بانک‌های ونیز مبلغ ۷۲۰ هزار دوکاد بود. شاهریمان دو فرزند به نام‌های «زاکار» و «سارحاد» داشت. زاکار شاهریمانیان معروف به خوجا زاکار در ۱۶۶۰ میلادی با تنی چند از بازرگانان ارمنی جلفا به مسکو رفت و جواهرات گرانبهایی به تزار الکسیس یکم روسیه هدیه داد و پس از گفتگو اجازه گرفت بازرگانان ایرانی کالاهای خود را از طریق روسیه به اروپا صادر کنند. خوجا زاکار سه فرزند داشت که در دهه چهارم سده هجده میلادی در بصره و کلکته تجارت می‌کردند.
شاهریمانیان‌ها مبتکر کشت برنج در اطراف ونیز بودند؛ آن‌ها چون زمین‌های اطراف شهر ونیز را برای کشت برنج مساعد دیدند به کشت برنج پرداختند. ونیزی‌ها شاهریمانیان‌ها را بانیان کشت برنج در سرزمین خود می‌دانند. پاپ اینوسنت دوازدهم در سال ۱۶۹۶ میلادی به شاهریمانیان‌ها لقب «شهروند رمی» داد و آن‌ها اجازه یافتند مانند یک شهروند رمی به تجارت بپردازند. لئوپولد یکم، امپراتور مقدس روم، امپراتور اتریش، در ۱۶۹۹ میلادی به شاهریمانیان‌ها لقب «کُنت هنگری» اعطا کرد.
- خوجا میناس

بنیانگذار شرکت خوجا میناس، «استپانوس» بود، که به او پانوس هم می‌گفتند. این شرکت در دهه هفتم و هشتم سده هفدهم میلادی یکی از با نفوذترین شرکت‌های جلفا بود. خوجا میناس در سال ۱۷۰۲ میلادی درگذشت؛ او مبلغ پانصد تومان به نوانخانه‌ای که ساخته بود بخشید و یکصد تومان هم برای کارهای خیر منظور کرد. او پنج پس و چهار دختر داشت؛ که یکی از پسران او به نام «اِمیناز» به همراه تعدادی از بازرگانان دیگر ارمنی جلفا به فرمان نادرشاه کشته شدند. تعدادی از افراد این خاندان (پسران و نوادگان)، در هند، هندوچین، روسیه و بصره زندگی می‌کردند و باعث سهولت داد و ستد شرکت می‌شدند. تجارت آنان بیشتر سنگ‌های گرانبها و جواهرات بوده‌است.
- سافرازیان‌ها

«خوجا خاچیک سافرازیان» از بازرگانان معتبر ارمنستان و مقیم شهر جوغا نخجوان بود. شاه عباس در شهر جلفا سه روز مهمان خوجا خاچیک بود. شاه عباس خانواده سافرازیان را به کلانتری جلفا منصوب کرد. خیابانی که خانه خوجا نظر در آن بود «خیابان نظر» نامیده شد. خوجا نظر در ۱۶۱۸ میلادی درگذشت. پس از درگذشت خوجا نظر پسر او، «خوجا سافراز»، کلانتر جلفای اصفهان شد.
- فلیپ دوزاگلی

«سانی» یا «ساهگلی» معروف به «فیلیپ کُنت دوزاگلی» در ۱۶۶۹ میلادی در پاریس به سر می‌برد. او به دربار لوئی چهاردهم پادشاه فرانسه راه یافت و مورد توجه درباریان و دوک دواورلئان برادر لوئی چهاردهم قرار گرفت. دوک دواورلئان پدر تعمیدی او شد و نام خود را که فیلیپ بود بر او نهاد و مواجب و مقام والایی در میان تفنگداران به وی اعطا کرد. فلیپ دوزاگلی در ۱۶۸۲ میلادی با یکی از بستگان ژان باتیست تاورنیه ازدواج کرد. فلیپ دوزاگلی جهت تأسیس مرکزی برای داد و ستد در لهستان تلاش می‌کرد؛ پادشاه لهستان به او لقب کُنت داد. فیلیپ کُنت دوزاگلی با سمت سفیر دولت لهستان به ایران آمد. در نوزدهم سپتامبر ۱۶۹۶ میلادی دوزاگلی موافقتنامه‌ای با «دوک دوکورلاندا» در ۲۲ ماه امضاء کرد. به موجب مفاد این موافقتنامه تسهیلات بسیاری برای بازرگانان ایرانی در کشور لیتوانی فراهم می‌شد.

### تجارتخانه‌های ارمنیان
بازرگانان ارمنی در عصر قاجار نقش عمده و گسترده‌ای در بازرگانی ایران داشتند. در عصر قاجار با نیرو گرفتن حکومت مرکزی و امن شدن راه‌های کشور و توجه حکومت به داد وستد، کار تجارت مجدداً رونق و سامان گرفت. بنا به استدعای «یقیازار گاسپاریان» یکی از ارمنیان مقیم جاوه، و توصیه «جاثلیق تاتووس»، خلیفه اعظم ارمنیان ناصرالدین شاه میزان مالیات دریافتی از بازرگانان ارمنی را از پنج درصد به سه درصد تقلیل داد.
- تجارتخانه برادران تومانیان

تومانیان‌ها چهار برادر بودند. «هاروتیون تومانیان» دو تا سه میلیون تومان سرمایه در گردش داشت. با این سرمایه، خشکبار و ابریشم از ایران صادر و آهن وارد می‌کرد. برادران تومانیان همراه با کار بازرگانی به خرید و فروش ارزهای خارجی نیز مشغول بودند و با بانک شاهی ایران رقابت می‌کردند. آنان دو بانک در بندر انزلی و رشت داشتند که تا سال ۱۳۰۱ خورشیدی فعال بود. آنان یکی از بزرگ‌ترین موسسات اقتصادی ایران را در دوره قاجار به وجود آوردند و در مدت چهل سال طرف حساب و حوالجات دولت بودند.
در سال ۱۹۰۱ میلادی وقتی دولت ایران می‌خواست مبلغ بیست و دو میلیون و پانصد هزار منات طلا از دولت روسیه تزاری با بهره پنج درصد وام دریافت کند، «آلکساندر تومانیان» عریضه‌ای به دربار قاجار نوشت و اعلام کرد که حاضر است این مبلغ وام را در اختیار دولت بگذارد تا دولت ایران پیش روس‌ها دست دراز نکند.
تومانیان‌ها دو فروند کشتی تجاری کوچک داشتند که در دریای خزر بین بنادر انزلی و باکو کالا و مسافر حمل می‌کردند. آنان همچنین مزارع وسیعی در نقاط مختلف کشور داشتند که محصولات به دست آمده از این مزارع را به خارج صادر می‌کردند. مدتی نیز به استخراج معادن مس، زغال‌سنگ و گوگرد اشتغال داشتند.
- تجارتخانه بدل آرزومانیان

بدل آرزومانیان همراه با برادرانش این تجارتخانه را با سرمایه سیصد هزار تومان دایر کرد. کار تجارتخانه صدور مواد خام مورد تقاضای بازارهای روسیه بود.
- تجارتخانه آرامیان

تجارتخانه آرامیان به صدور پنبه و پشم به کشور روسیه مشغول بود.
- تجارتخانه هاروتیونیان و شرکاء

این شرکت در ۱۹۱۶ میلادی در تهران تأسیس شد و به فعالیت‌های صنعتی و تجاری می‌پرداخت.
- تجارتخانه اصلانیانس

این تجارتخانه در تهران تأسیس و پوست بره به کشور روسیه صادر و از آن کشور شکر وارد می‌نمود.
- تجارتخانه هوویان

این تجارتخانه در سال ۱۹۲۰ میلادی در تهران تأسیس شد. آنان روده و پوست بره به خارج صادر می‌کردند.

### کارخانه‌های ارمنیان
- شاهن هوسپیان

«شاهن هوسپیان» در سال ۱۹۱۱ میلادی در شهر ایروان به دنیا آمد؛ وی فارغ‌التحصیل رشته تاریخ و ادبیات جهان از دانشگاه ایروان و رشته مهندسی راه و ساختمان از سن پترزبورگ بود. در سال ۱۹۴۸ میلادی در تبریز اولین کارخانه کاشی و موزائیک‌سازی در آذربایجان را تأسیس کرد. وی در سال ۱۹۸۹ میلادی وفات یافت.
- کارخانه برادران ساهاکیان

این کارخانه در سال ۱۹۲۶ میلادی در تبریز افتتاح گردید؛ این کارخانه در امر تهیه آرد و در کنار آن به تولید انواع روغن از جمله روغن کرچک می‌پرداخت.
- هراند هامبارسومیان

هراند هامبارسومیان در سال ۱۹۲۴ میلادی در انزلی به دنیا آمد؛ وی یکی از بنیان‌گذاران صنعت سنگ بری و موزائیک‌سازی در ایران است. هراند هامبارسومیان اولین کارگاه سنگ بری شهر اصفهان به نام (آنی) را تأسیس کرد. وی در سال ۱۹۹۶ میلادی وفات یافت.
- گورگن زرگریان

گورگن زرگریان در سال ۱۹۳۵ میلادی در شهرستان فریدن به دنیا آمد؛ وی در سال ۱۹۶۱ میلادی کارگاه تراشکاری و ماشین‌سازی خود را تأسیس و به طراحی و ساخت و تعمیر ماشین آلات صنایع صابون‌سازی و شکلات‌سازی پرداخت. در سال ۱۹۷۱ میلادی به عنوان اولین سازنده دستگاه‌های میکسر رنگ‌سازی در ایران این دستگاه‌ها را تولید نمود.
- کارخانه (رافی)

این کارخانه در امر تهیه آرد فعالیت می‌کرد در سال ۱۹۳۰ میلادی در تبریز توسط برادران «آراکلیان، هایراپتیان، هاروتونیان، ملیک خانیان» تأسیس شد.
- کارخانه چرم (امید)

کارخانه چرم در سال ۱۹۴۰ میلادی در شهر تبریز تأسیس شد. تولیدات چرم این کارخانه در بازارهای داخلی و همچنین به کشورهای آلمان، فرانسه و آمریکا صادر می‌شد.
- کارخانه (میر)

این کارخانه در سال ۱۹۲۵ میلادی در تبریز افتتاح شد و در زمینه تولید صابون و سیگار فعال بود.
- کارخانه صندلی (انرژی)

این کارخانه در اواخر دهه بیست میلادی توسط «آرمناک پوخاریان» در تبریز تأسیس شد و در تولید صندلی فعال بود.
- کارخانه (هاویلوکس)

کارخانه رنگ‌سازی هاویلوکس در سال ۱۹۶۵ میلادی توسط «داوید هاروتونیان» در تهران تأسیس شد.
- کارخانه یخسازی (کریستال)

این کارخانه در سال ۱۹۵۰ میلادی توسط «داوید هاروتونیان» و «لوون برخورداریان» در تهران تأسیس شد.

## ورزش
در تهران ورزش‌های جدید از مدارس شروع شده‌اند که در این امر «بابکن مگردچیان» در کالج سابق آمریکایی و دبیرستان البرز سهم به سزایی داشته‌است. رشته‌های نوین بسیار سریع در مدارس متداول شد و مسابقات بین مدارس ترتیب داده شد. در این مسابقات مدارس ارمنی تهران نیز فعال بودند با مربیان و معلمان مانند: «سروژ صفریان» و «بابکن یغیازاریان».

تیم بسکتبال بانوان ارمنی‌های جلفای اصفهان در سال ۱۳۰۲ خورشیدی

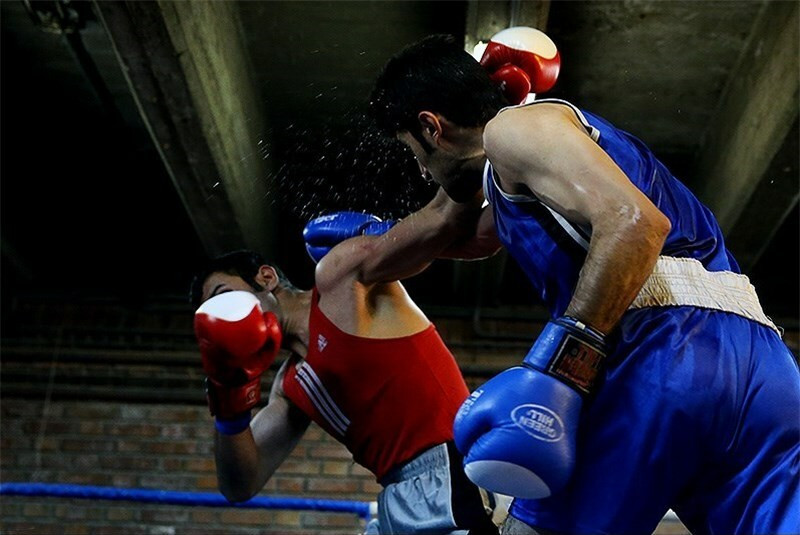

ارامنه تهران باشگاه (دورک آنگق) را بنیان نهادند و سپس چند باشگاه فرهنگی و ورزشی نیز تأسیس شدند. از ادغام پنج باشگاه فرهنگی در سال ۱۹۴۴میلادی (باشگاه فرهنگی نوجوانان ارمنی) تأسیس شد. این باشگاه به (باشگاه جوانان ارمنی) تغییر نام داد که بعداً به (باشگاه فرهنگی ورزشی آرارات) تبدیل شد.
در خوزستان جوانان ارمنی که از هند (فارغ التحصیلان کالج ارمنی‌های کلکته) به خوزستان آمده بودند در سال ۱۹۲۱م در مسجد سلیمان با ۴۵نفر، تیم‌های فوتبال و هاکی تشکیل دادند. با آمدن جوانان ارمنی از جلفای اصفهان-منطقه فریدن و چهارمحال به مسجد سلیمان تعداد جوانان بیشتر شد و تیم فوتبال به (باشگاه ورزشی ارمنی‌های مسجد سلیمان) تبدیل شد.
در آبادان هم جوانان ارمنی در سال ۱۹۲۳ میلادی باشگاه ورزشی ارمنی به نام (اسپرت) را تأسیس کردند؛ اعضاء باشگاه روز به روز بیشتر شد و باشگاه تازه‌ای را تأسیس نمودند در سال ۱۹۲۸ میلادی باشگاه فرهنگی-هنری (آزگاسر) (یعنی وطن‌پرست) بنیان نهادند.
ارمنی‌های جلفای اصفهان باید مادر ورزش‌های نوین ایران دانست. فهرستی از تشکیلات و باشگاه‌های ورزشی شامل:
- در سال ۱۹۰۲ میلادی تیم فوتبال آموزشگاه در جلفای اصفهان تشکیل شده‌است.
- در سال ۱۹۱۹ میلادی سازمان پیش‌آهنگی در جلفا تأسیس شده‌است.
- در سال ۱۹۲۳ میلادی تیم بسکتبال بانوان در جلفای اصفهان تشکیل شد.
- در سال ۱۹۳۶ میلادی اولین تیم بوکس در ایران در جلفای اصفهان توسط آقای «واهان وارتوانیان» تشکیل و بین اعضاء تیم مسابقه ترتیب داده شد.
- در سال ۱۹۴۶ میلادی به سرپرستی آقای جانی تونیان (بازیکن فوتبال) و همکاری آقایان «آرامائیس الهوردیان»، «بتلحم سوکیاسیان»، «هوانس اوهانیان» و «ست یسایان» در زمین متعلق به کلیسای وانک به وسعت ۱۲۰۰ متر مربع ورزشگاه ارمنی‌ها تأسیس شد.

کلوپ اسپرت ارامنه از نخستین باشگاه‌های فوتبال در ایران

در تبریز قبل از سال ۱۳۲۲ خورشیدی به‌طور پراکنده در مدارس و در گروه‌های پیش‌آهنگی وجود داشته‌است. در این سال به همت سندیکای رانندگان ارمنی‌های تبریز باشگاه فرهنگی ورزشی به نام «ساسونتسی داوید» تأسیس گردید که به اختصار (س-د-م) گفته می‌شد. اولین رئیس هیئت مدیره آن آقای «زاون قوروقچییان» و مسئول و سرپرست بخش ورزشی آن «وازگن داویدیان» بوده‌است.
تعدادی از معروفترین ورزشکاران ارمنی می‌توان به:
- ورزشکاران زن

در طول سال‌های اخیر تیم بسکتبال بانوان آرارات به موفقیت‌های چشمگیری دست یافت و موفق شد در چهار دوره قهرمان سوپر لیگ سراسری ایران شود و بازیکنانی مانند:
«ماری عزیزیان، اِولین آواکیان، دیانا آوانسیان، مارو آوانسیان، هیلدا ملکومیان، اُدِت آقاجانیان، اِدنا عیسائیان، نارینه آرتاشیان، آیرین آرتونینان، وانه خچومیان و وانا موسی خانیان به تیم ملی راه یافتند.»
- خانم نلی یغیایان

«اولین زن ایرانی است که قله مون بلان را فتح نموده‌است.»
- خانم ریتا ملیکیان

«در سال ۱۳۲۷ در اصفهان متولد شده و در رشته دو و میدانی ۳ سال قهرمان ایران و رکوردار ایران می‌باشد.»
- ماری ترز تت

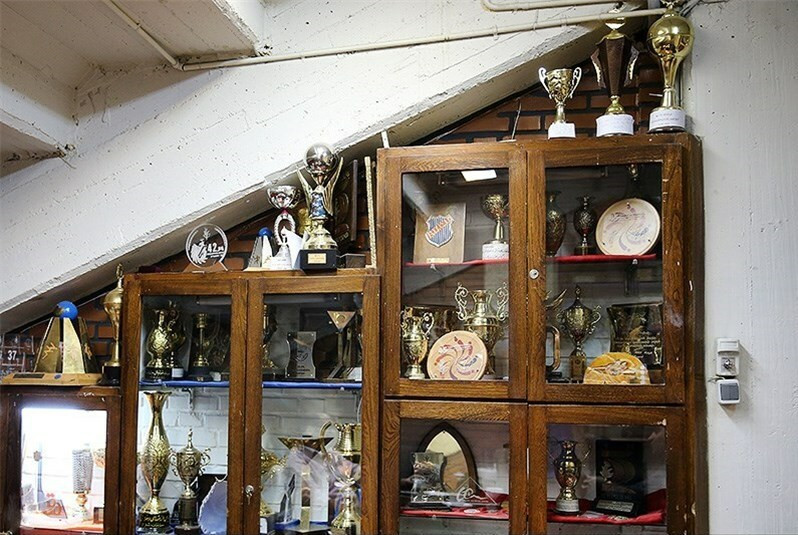
افتخارات ورزشکاران ارمنی، ورزشگاه آرارات تهران

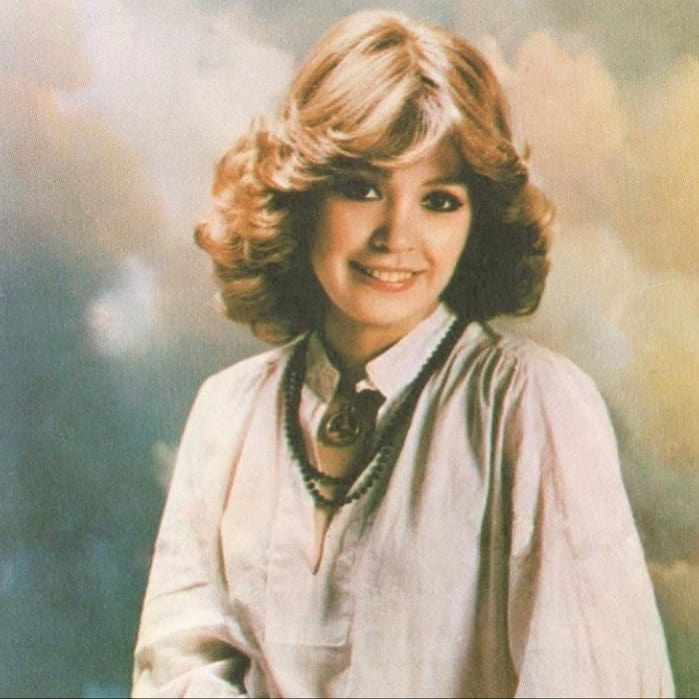
نلی یغیایان، اولین زن ایرانی است که قله مون بلان را فتح نموده‌است

«متولد سال ۱۳۲۱ در تهران او به عضویت باشگاه‌های هما و انجمن دوشیزگان ایران درآمده و مدت ده سال متوالی (۱۳۳۹–۱۳۴۹) کاپیتان والیبال ایران در مسابقات متعدد برون مرزی بوده‌است. در ششمین دوره مسابقات آسیایی بانکوک کاپیتان تیم والیبال بانوان ایران را به عهده گرفته و مفتخر به کسب مقام سوم و مدال برنز گشته‌است.»
- ژولیت گئورگیان، هشت سال قهرمان کشور بین سال‌های (۱۳۴۰ تا ۱۳۴۷ خورشیدی) در رشته ورزشی پرتاب وزنه، دیسک و نیزه.
- ورزشکاران مرد

فوتبال: کارو حق وردیان، آندرانیک اسکندریان، آندرانیک تیموریان، مارکار آقاجانیان، وازگن صفریان، ادموند اختر، ادموند بزیک
تنیس: آندره آغاسی
بسکتبال: اوشین ساهاکیان
شمشیر بازی:سرکیس آسادوریان
وزنه‌برداری: هنریک تمرزیان و لوون کورکچیان
بوکس: ماسیس هامبارسومیان، وازیک قازاریان، واردگس پارسامیان، هاملت میناسیان، سورن پیرجانیان و لوون خاچاطوریان اتومبیلرانی: ادیک پطروسیان را می‌توان نام برد.
- پطروس نظربگیان

«بوکسور او در سال ۱۳۴۶ اولین ایرانی بوده که مقام داوری بین‌المللی را از آن خود ساخته‌است.»
- آرتوش ساگینیان

«۶ سال مربی تیم ملی بوکس ایران و رئیس فدراسیون بوکس کشور بوده‌است.»
- ژرژ (کوچار) کاراپت

«رئیس فدراسیون بوکس ایران و مربی تیم ملی ایران و در سال ۱۳۵۴ به عنوان مربی تیم بوکس آمریکا بوده‌است.»

## کتابخانه‌های ارمنی
کتابخانه‌های ارمنی به سبک امروزی در ایران از نیمه‌های سده نوزدهم توأم با تأسیس مدارس به وجود آمدند. نخستین کتابخانه‌ها در تبریز، جلفای اصفهان، رشت و تهران پایه‌گذاری شدند. غیر از آن‌ها در روستاهای ارمنی نیز کتابخانه‌هایی عموماً در جوار کلیساها وجود داشت و پس از مهاجرت ارمنیان به شهرها این کتابخانه‌ها نیز به شهرها و و بیشتر آنان در کتابخانه کلیساها ادغام گردیدند.
نخستین کتابخانه مستقل در سال ۱۸۷۷ میلادی در ناحیه قلعه (قالا) تبریز بنا شد. تا سال‌های دهه ۱۹۳۰ میلادی در تهران کتابخانه‌ها عموماً در جوار مدارس وجود داشتند. در سال ۱۹۳۶ میلادی پس از اینکه مدارس به دستور رضا شاه تعطیل شد با کوشش (انجمن خیریه زنان ارمنی) کتابخانه‌های مدارس در یک جا متمرکز و ادغام شد. بعدها با تصمیم شورای خلیفه‌گری این کتاب‌ها که حدود ۴ هزار جلد کتاب بود تحت سرپرستی (انجمن کلوب ارمنیان) درآمد.
در دهه ۱۹۷۰ میلادی این کتابخانه تعداد ۱۲ هزار جلد کتاب داشت که اکثراً «ارمنی بوده به زبان‌های فارسی، انگلیسی، فرانسه و روسی نیز جلدهایی در آن وجود دارند. پس از انقلاب کتابخانه شورای خلیفه گری مجدداً» بازسازی و بازگشایی گردید.

## انجمن‌ها و موسسات فرهنگی
- انجمن اجتماعی ارمنیان تهران (کلوپ ارمنیان)

در اول ژانویه ۱۹۱۸ جمعی از ارمنیان تهران، انجمن مذکور را بنیاد نهادند. این انجمن برای برگزاری جشن‌های ملی و مذهبی و اجرای برنامه‌های فرهنگی، هنری و ادبی برای ارمنیان می‌باشد.
- انجمن فرهنگی ارمنیان چهارمحال (۱۹۳۰–۲۰۰۰)

در روز ۱۲ اکتبر ۱۹۳۰ شش تن از جوانان ارمنی چهارمحال انجمن و دوستداران فرهنگ ارمنیان چهارمحال را به نام آرور بنیاد نهادند. هدف عمده از تأسیس این انجمن فراهم کردن امکانات تحصیلی در مدارس ارمنیان چهارمحال بود.
مرکز انجمن که از بدو تأسیس در آبادان بود از ۱۹۶۳م به تهران منتقل شد. انجمن در شهرهای مختلف ایرانی شعباتی تأسیس کرد.
- انجمن فرهنگی و ورزشی آرارات

در تابستان سال ۱۳۲۳ خورشیدی با تلاش ۱۲۱ تن از اعضای مؤسس باشگاه ورزشی آرارات در تهران تأسیس شد. بیشتر فعالیت‌های فرهنگی، ادبی و هنری باشگاه آرارات در این مکان اجرا می‌شود. دارای تالاری به نام تالار کومیتاس می‌باشد که گنجایش ۴۵۰ تن را دارد.
از بدو تأسیس باشگاه آرارات در رشته‌های مختلف ورزشی فعالیت گسترده‌ای آغاز نمودند مانند: وزنه‌برداری، فوتبال، دوچرخه سواری، کوهنوردی، و غیره و ایجاد مسابقات ورزشی سراسری ارامنه ایران (المپیک ارمنیان) می‌باشد.
- انجمن فرهنگی سیپان

با افزوده شدن بر تعداد ارمنیان ساکن محله‌های وحیدیه، زرکش و نارمک و عدم دسترسی آنان به امکانات فرهنگی، هنری و ورزشی در دسامبر ۱۹۶۳ انجمن فرهنگی سیپان برای رفع این کمبودها تأسیس شد.
- مؤسسه ترجمه و تحقیق هور

این مؤسسه در سال ۱۳۶۱ توسط تعدادی از روشنفکران ارمنی که توانسته‌است با فعالیت‌های گسترده خود و از طریق همکاری‌های متقابل با روشنفکران و نویسندگان فارسی‌زبان خود و با برگزاری جلسات سخنرانی، ترتیب دادن نمایشگاه‌ها، تهیه فیلم‌ها، ترجمه و چاپ کتاب‌های متعدد و انتشار فصلنامه فرهنگی پیمان و غیره گام مثبتی در این زمینه بردارد.
یکی از مهم‌ترین رسالت‌های مؤسسه ترجمه و تحقیق هور سعی و کوشش در گرد هم آوردن روشنفکران و محققان برای استفاده از کمک و همفکری آنان در راستای فعالیت‌های مؤسسه است.
از دیگر انجمنهای فرهنگی، هنری و ورزشی (رافی، نائیری، سارداراباد و غیره را می‌توان نام برد)

## مدارس ارمنی

کودکستان برسابه هوسپیان، اولین کودکستان ایرانی در سال ۱۳۱۰

از روزگار کهن کلیساها و دیرهای ارمنیان محل آموزش نوباوگان ارمنی بود. در ایران زمین نیز ارمنیان کلاس‌های درس را در کلیساها و دیرها دایر کردند، از نیمه دوم سده نوزدهم میلادی، در تهران، جلفای اصفهان، تبریز و روستاهای ارمنی‌نشین مدارسی تأسیس شد.
مدارس تهران در ۱۲۴۹ خورشیدی (۱۸۷۰ میلادی)، ارمنیان تهران انجمنی به نام (انجمن دوستداران علم و دانش) تأسیس کردند، با تلاش آنان در ژانویه ۱۸۷۰ میلادی مدرسه (هایکازیان) در کلیسای گئورک مقدس در دروازه قزوین (میدان وحدت اسلامی کنونی) آغاز به کار کرد.
همزمان میسیونرهای پروتستان آمریکایی در محله ارمنیان، مدرسه‌ای دایر کردند و برای جلب دانش آموزان ارمنی تحصیل در این مدرسه رایگان بود و به دانش آموزان کتاب، لوازم تحریر، لباس و کفش نیز می‌دادند و هفته‌ای دو قران پول توجیبی به هر دانش آموز پرداخت می‌شد. هدف آنان از این بذل و بخشش‌ها تغییر دین دادن اطفال ارمنی بود که به هیچ وجه موفقیتی کسب نکردند.
در سال ۱۳۶۳ خورشیدی (۱۸۸۴ میلادی) ارمنیان در حوالی کارخانه بلورسازی، گذر محمدحسن کر، پاتوق نایب باقر، ساختمان جدیدی به سبک مدارس اروپایی بنا کردند ساختمان مدرسه افزون بر کلاس‌های درس دارای یک تالار نمایش برای اجرای برنامه‌های تئاتر بود. اکثر آموزگاران مدرسه هایکازیان تحصیل کرده‌های کشورهای اروپایی خصوصاً سوئیس بودند و از نحوه تدریس آگاهی کامل داشتند.

معلم و دانش اموزان مدرسهٔ هایکازیان، ۱۹۱۴–۱۹۱۵ و ۱۹۲۱–۱۹۲۲

تا سال ۱۹۰۵ میلادی کلاس‌های درس پسران و دختران مجزا بود ولی از آغاز سال تحصیلی ۱۹۰۶، ۱۹۰۷ میلادی اولیای دانش آموزان تصمیم گرفتند کلاس‌ها مختلط شود. در سال ۱۳۱۵ خورشیدی رضاشاه پس از ملاقات با مصطفی کمال آتاترک دستور داد کلیه مدارس ارمنیان در سراسر ایران تعطیل شوند از سال ۱۳۲۲ خورشیدی مدارس ارمنیان بازگشایی شد.
مدارس آذربایجان، ارمنیان تبریز در دو محله (قلعه) و (لیل آباد) ساکن بودند، در سال ۱۲۵۲ خورشیدی (۱۸۷۳ میلادی) در محله لیل آباد مدرسه‌ای دایر کردند. برادران تومانیان در۱۲۵۶ خورشیدی (۱۸۷۷ میلادی) در محله لیل آباد، مدرسه‌ای پسرانه به نام هایکازیان بنا کردند. سپس در جوار مدرسه هایکازیان مدرسه‌ای دخترانه به نام تاماریان ساختند، مدارس مزبور، دارای کتابخانه و تالار نمایش بودند.
در تبریز نیز میسیونرهای پروتستان و کاتولیک به دخالت در امر آموزش جوانان ارمنی پرداختند. در شهرها و روستاهای ارمنی‌نشین آذربایجان تعداد ۷۰ مدرسه دایر بود و نوباوگان ارمنی در این مدارس تحصیل می‌کردند هر کلاس حداکثر ۴۰ دانش آموز داشت. مدارس ارمنیان در جلفای اصفهان از ابتدای سده هفدهم میلادی پس از استقرار ارمنیان در جلفای اصفهان همانند سایر مناطق ارمنی‌نشین کلاس‌های درس در کلیساها و دیرها دایر بود. در کلیسای استپانوس مقدس در ۱۸۳۱ میلادی. / ۱۲۱۰ خورشیدی. مدرسه‌ای آغاز به کار کرد.
در سال ۱۸۳۳ میلادی با یاری بازرگانی به نام گریکور سامیان، کالج آمنا پرگیچ در محوطه دیر مزبور دایر گردید. برنامه تحصیلی و دروسی که در این کالج تدریس می‌شد، طبق برنامه و روش کالج لازاریان مسکو بود این کالج تا سال ۱۸۵۳ فعالیت داشت با ورشکسته شدن تجارتخانه سامیان، کالج نیز تعطیل شد. در ۱۲۲۲ خورشیدی (۱۸۴۳ میلادی) فرد نیکوکاری به نام آبکاریان مدرسه‌ای سه طبقه در جلفای اصفهان ساخت. اسقف اعظم گریگوریس هوهانسیان پیشوای مذهبی ارمنیان جلفا در ۱۲۵۹ خورشیدی (۱۸۸۰ میلادی). مدرسه‌ای سه طبقه در محله چهارسو جلفا بنا کرد.
با کمک مالی خانم وارواره کانانیان در جوار دیر کاتارینای مقدس در ۱۲۸۲ خورشیدی (۱۹۰۳ میلادی). به یادبود همسرش گئورک کانانیان که مدت‌ها مدیر کالج لازاریان در شهر مسکو بود مدرسه‌ای ساخته شد. در ۱۲۸۴ خورشیدی (۱۹۰۵ میلادی). هیئت اُمنای مدارس ارمنیان جلفا تصمیم گرفت هنرستان صنعتی برای دانش آموزان ارمنی ایجاد کند. از ماه اکتبر سال مزبور هنرستان صنعتی آغاز به کار کرد. اولین حرفه‌ای که در هنرستان آموخته می‌شد، کفاشی بود، وسایل و ابزار کار را فراهم کرده و استاد کار استخدام کردند و رشته‌های آهنگری و خراطی نیز در هنرستان دایر شد.
مدرسه ارمنیان در همدان از سال ۱۲۴۹ خورشیدی (۱۸۷۰ میلادی) به صورت مکتب وجود داشت که در آن دانش آموزان فارسی و ارمنی می‌آموختند. افرادی همچون میکائیل گیلویان و میرزا آبرام ساهاکیان از معلمان مکتب ارامنه همدان بودند.
در سال ۱۳۰۴ خورشیدی (۱۹۲۵ میلادی) مدرسه دارای مهد کودک، آمادگی و مقطع ابتدایی بود که در زمان مدیریت آقای هامبار سوم دردریان، کلاس‌های فوق تا کلاس هشتم ارتقاء داده شد.
مدرسه در سال ۱۳۲۰ خورشیدی (۱۹۴۱ میلادی) طی یک آتش‌سوزی ناشی از شعله بخاری به‌طور کامل سوخت و با خاکستر یکسان شد، اما در همان سال با کمک خیرین و توسط مهندس نشان لوونیان طراحی و تجدید بنا گردید. در سال ۱۳۲۴ خورشیدی/ ۱۹۴۶ میلادی مهاجرت ارمنیان به جمهوری ارمنستان شوروی شروع شد. با مهاجرت تدریجی ارمنیان همدان، مدرسه نور در سال ۱۳۳۸ خورشیدی/ ۱۹۵۹ میلادی به علت کمبود دانش آموز تعطیل شد، و تجهیزات و لوازم آن به مدرسه (شرف) ارمنیان شهر اراک انتقال داده شد. با ادامه روند مهاجرت، شهر همدان در سال ۱۳۶۸ خورشیدی/ ۱۹۸۹ میلادی از ساکنان ارمنی خالی شد.
مدرسه ارمنیان نور در سال ۱۳۸۹ خورشیدی (۲۰۱۰ میلادی) تحت نظارت دانشگاه جامع علمی کاربردی میراث فرهنگی هگمتانه به مرکز علمی، کاربردی تبدیل شد که در حال حاضر در رشته‌های معماری و خدمات ایران گردی فعال می‌باشد.
در سال ۱۲۸۲ خورشیدی (۱۹۰۳ میلادی) خورن در وارطانیان، نایب خلیفه ارمنیان جلفای اصفهان و رهبر دینی ارمنیان همدان و اراک، مدرسه مختلط دینی ارمنیان نور (سورپ لوساورچاگان) را بنا نهاد. خلیفه‌گری ارمنیان جلفای اصفهان و انجمن فرهنگ دوستان تهران و تجارت خانه آرزومانیان از حامیان مالی این مدرسه بودند.
- مدارس روستانشینان:

روستائیان ارمنی توجه خاصی به تحصیل فرزندان خود داشتند، و در روستاهای ارمنی‌نشین آذربایجان، فریدن، چهارمحال و بختیاری و سلطان آباد (اراک کنونی) مدارسی دایر کرده بودند، آموزگاران مدارس آذربایجان از تبریز و سلمان و مدارس حوزه اصفهان از جلفای اصفهان اعزام می‌شدند حقوق سالیانه آموزگاران در یکصد سال پیش در حدود ۳۰۰ قران بود، بعضی از روستاها، کتابخانه نیز داشتند و روستاهای نزدیک به آن‌ها از کتاب‌های کتابخانه استفاده می‌کردند.

## فرهنگ

### ادبیات
تاریخ فرهنگ ارمنی‌های ایران به سده‌های پیش بازمی‌گردد، اما ادبیات ارمنی‌های ایران از سال ۱۹۲۰ میلادی رشد چشمگیری داشته که منجر به تشکیل گروه‌های ادبی و سازمان‌های نشر کتاب شده‌است.
در سال ۱۹۳۵ میلادی گروه‌های ادبی تشکیل شد که از میان آنان می‌توان به گروه (نورآج) به معنی (برگ نو)، اشاره نمود؛ که تا سال ۱۹۷۵ میلادی در صفحات نشریه آنان آثاری با ارزش به زبان ارمنی به چاپ می‌رسید. این گروه همچنین با ترجمه آثار فارسی و خارجی و نقدهای ادبی نقش بسزایی در شناساندن آثار ادبی به زبان‌های دیگر داشت.
در اواخر سده نوزدهم و اوایل سده بیستم ویژگی ادبیات ارمنی ایران جستجو و طلب شیوه‌های نو بود که حاصل آن ادبیات ترجمه‌ای غنی گردید. در این دوران مترجمان مشهوری چون هوهانس خان ماسحیان و هوسپ میرزایان پا به عرصه ادبیات نهادند. ماسحیان در ادبیات از نظر ترجمه آثار ویلیام شکسپیر به زبان ارمنی مشهور است هنوز هم پس از گذشت حدود یک سده ترجمه‌های او نظیر ندارد.

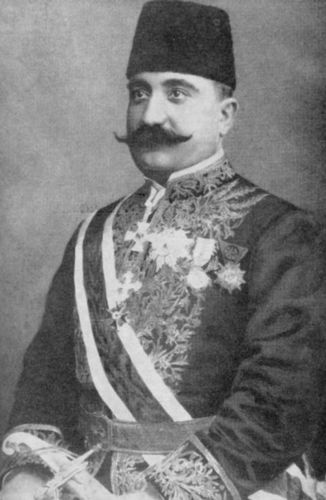
هوهانس خان ماسحیان

در سده نوزدهم ترجمه‌های هوسپ میرزایان نماینده ارمنیان در مجلس شورای ملی تقدیم جامعه ادب دوست گردید. وی کتاب‌هایی از والتر اسکات، میخائیل لرمونتوف، مولیر، لرد بایرون را به ارمنی ترجمه نمود و از سال ۱۹۱۲م به ترجمه آثار برگزیده ادبیات ایران پرداخت. او آثاری از سعدی، حافظ، باباطاهر و رباعیات عمر خیام را به ارمنی برگرداند.
یکی دیگر از مردان ادبی میرزا ملکم خان ناظم الدوله است.
یکی از معروفترین شاعران معاصر آقای واهه آرمن می‌باشد. آرمن که در مشهد دیده به جهان گشود، سال‌هاست به دلیل تصادف توان راه رفتن با پاهایش را از دست داده و تمام زندگی خود را وقف ادبیات کرده‌است. اولین شعر آرمن نامه‌ای کوتاه به یک دوست بود. او بعد از بهبود نسبی و بازگشت به ایران، نامه‌ای به زبان ارمنی و با سطرهای شاعرانه برای یکی از دوستانش در خارج از کشور می‌نویسد. دوستش با او تماس می‌گیرد و وی را بسیار تشویق می‌کند. آرمن از این‌جا شعرنویسی و بازی با شعر را آغاز می‌کند.
دو مجموعه شعر نخست واهه آرمن با عنوان‌های (به سوی آغاز) و (جیغ) به زبان ارمنی نوشته شده‌اند که مورد استقبال بسیار زیادی در ارمنستان واقع شد.
وی تاکنون شعرهای زیادی را ترجمه کرده‌است. وی شعرهای برخی از شاعران معاصر ایران را به ارمنی ترجمه کرده و مجموعه‌های «کلید درم نور خورشید است» (کارهای شاعران معاصر ارمنی)، «شهد زردآلو و مثلث سیاه» (شعرهای ادوارد هاخوِردیان)، «پاییزی کاملاً متفاوت» (شعرهای هوانس گریگوریان) و غیره.
از دیگر فعالان ادبی می‌توان به:
«روبن آوانسیان، متولد ۱۹۱۶ میلادی تهران، از آثار وی می‌توان به «بردارید بخورید» و «حکایتی دربارهٔ ناخلف» اشاره نمود، او یکی از مؤسسین گروه ادبی ارمنی ایران نورآج بوده‌است. آشوت اصلانیان، متولد ۱۸۹۷ میلادی تهران، ز آثار وی می‌توان به «اگر زندگی کند» و «شب مهربان است» اشاره نمود، او یکی از مؤسسین گروه ادبی ارمنی ایران نورآج بوده‌است. گالوست خانیان، متولد ۱۹۱۰ میلادی تهران، از آثار وی می‌توان به «مجموعه اشعار با تمام وجود» و «کتاب سلام بر تو ای انسان» اشاره نمود، او از بنیان‌گذاران انجمن ملی و فرهنگی ارمنیان بود. آزاد ماتیان، متولد ۱۹۴۲ میلادی تهران، از آثار وی می‌توان به «مجموعه اشعار گل‌های کویر» و ترجمه فارسی «سوگنامه نارک» اشاره نمود؛ و (کارو دردریان)، (بانو زویا پیرزاد) را نام برد.»

### هنر نقاشی و گرافیک
در جامعه ارمنی‌های ایران، هنر نقاشی و مخصوصاً هنر مینیاتور، که ارمنیان سنت دیرینه آن را از زادگاه‌شان به سرزمین ایران آورده بودند اهمیت بسزایی داشت.
در دوران قاجار ارتباط هنرمندان ایران با هنرمندان اروپایی گسترده گشت، به‌طوری‌که در زمان حکومت شاه اسماعیل به تشویق وی نقاشان هلندی با شاگردان ایرانی و ارمنی، کاخ چهل‌ستون و سردر بازار قیصریه را نقاشی کردند.

ادوارد زهرابیان طراح نشان هواپیمایی ملی ایران

سرژ آواکیان (زاده ۱۳۱۷ خورشیدی) گرافیست، نقاش و پایه‌گذار زیر مجموعه‌های جدید رشتهٔ گرافیک در ایران مانند طراحی حروف گرافیک تلویزیونی و چاپ گرافیک، در تبریز به دنیا آمد.
مهم‌ترین آثار گرافیکی آواکیان عبارت اند از:
«طراحی با حروف الفبای ارمنی، طراحی پاکت پفک نمکی و طراحی پاکت شیر صنایع شیر ایران. آواکیان نخستین ایرانی عضو انجمن طراحان انگلستان (LSIAD) است.»
از نظر هنر نقاشی ارمنیان ایران باید به نام‌های: آندره سوروگین و (آواک هایراپتیان)، متولد ۱۹۲۶ میلادی در شهر تبریز، «نقاش طبیعت و زندگی انسان»، و (میکائل شهبازیان)، متولد ۱۹۰۴ میلادی در شهر اردبیل، در مدرسه نقاشی کمال‌الملک شروع به تحصیل نقاشی نمود، سپس نزد هنرمند روسی پل ماکی هنر آموخت. از آثار معروف او «تابلوی کرمان، کلیسای تادئوس مقدس و تصاویری از دهات اطراف تهران»، است؛ و مارکو گریگوریان (کوبیسم)، کلارا آبکار، ادمان آیوازیان، سمبات در کیورغیان، آندره سوروگین، یرواند نهاپتیان، هاکوپ هوناتانیان، یرواند نهاپتیان را می‌توان نام برد.

### موسیقی
تاریخ موسیقی ارمنیان ایران از سده هفدهم سرچشمه می‌گیرد و تا سده بیستم به صورت آوازهای عاشق‌ها تبلور می‌یابد. لیکن موسیقی به معنی امروزی از سده نوزدهم و در مرز سده بیستم پدید آمده‌است.

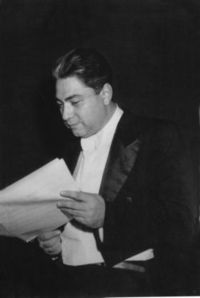
روبن گریگوریان

از جمله موسیقیدانان و رهبران برجسته ارکستر باید لوون گریگوریان را نام برد.
«در سال ۱۲۶۵ خورشیدی (۱۸۸۶ میلادی) در تبریز چشم به جهان گشود. تحصیلات ابتدائی را در زادگاهش (مدرسه هایکازیان – تاماریان) به پایان رسانید.
پس از اتمام تحصیلات در سال ۱۲۸۳ خورشیدی (۱۹۰۴ میلادی) در شهرهای رشت و تبریز اقدام به تدریس موسیقی و تشکیل گروه سرایندگان از دانش آموزان و اجرای کنسرت‌های مختلف کرد. وی در سال ۱۲۸۶ خورشیدی (۱۹۰۷ میلادی) به تفلیس رفت و نزد واسیلوف، ویولنیست مشهور روسی به تکمیل آموزش ساز تخصصی خود پرداخت. در سال ۱۲۸۹ خورشیدی (۱۹۱۰ میلادی) به بروکسل عزیمت کرد و پس از دو سال فراگیری پیگیر موسیقی به تبریز بازگشت و تدریس موسیقی در مدارس ارمنیان را از سر گرفت.
لوون گریگوریان در سال ۱۲۹۶ خورشیدی (۱۹۱۷ میلادی) در مدرسه مرکزی خلیفه‌گری ارامنه تبریز یک گروه کر چهارصدایی تشکیل داد و همچنین گروه موسیقی مجلسی را تأسیس کرد که مدت ۳۰ سال رهبری آن را به عهده داشت.
لوون گریگوریان تنظیم‌کننده سرودهای بسیاری به زبان‌های فارسی و ارمنی است. از جمله سرودهای فارسی وی می‌توان از: ایران، خیز، دلپسند، جلوه گل، سرود توانائی و سرود کارناوال را نام برد.
او در سال ۱۳۱۹ خورشیدی (۱۹۴۰ میلادی) در تهران اقامت گزید و گروه کر گوسان را تشکیل داد و همچنین به تعلیم ویولن در مدرسه عالی موسیقی پرداخت؛ و در طول زندگی هنری خود، ۹۴ ویولنیست را تعلیم داد.
لوون گریگوریان در سال ۱۳۳۶ خورشیدی. (۱۹۵۷ میلادی) در تهران بدرود حیات گفت.»
یکی دیگر از چهرهای سرشناس موسیقی ارمنی ایران «نیکول گالاندریان» می‌باشد.
«نیکول در ۷ سپتامبر ۱۸۸۱ میلادی در آکن (شهری تاریخی واقع در ارمنستان غربی، در ترکیهٔ امروزی) به دنیا آمد.
لیکن پس از تحصیل در زادگاه و انتقال به وارنا (۱۸۹۷ میلادی) و تفلیس در سال ۱۹۱۱ میلادی به دعوت مدرسه هایکازیان در تهران مقیم می‌گردد و تا سال مرگش (۱۹۴۴ میلادی) در همین‌جا می‌ماند. از نمونه کارهای او شامل:
اپرای منظومه (پروانه) اثر هوانس تومانیان، اپرای (چوپان) و بسیاری از آثار گالاندریان (کلاً حدود ۱۰۰۰ اثر) در مجموعه‌های مختلف به چاپ رسیده‌اند. از جمله در جلدهای ۵ و ۶ آوازنامه (گانزاران) گنج‌نامه. نور هاسکر (خوشه‌های نو) در نشریات ارمنی ایران و در روزنامه فارسی (راهنمای زندگی) به چاپ رسیدند.»
هامبارتسوم گریگوریان از دیگر موسیقیدان معروف ارمنی است که دانش‌آموخته فرانسه است و او در تهران اقدام به تشکیل گروه آواز (کومیتاس) می‌کند. او بیش از یکصد اثر (آوازهای گروهی و سولو، تنظیم آوازهای مردمی و عاشق‌ها، رمانس‌ها) و نیز بر روی اشعار آوتیک ایساهاکیان و هوانس شیراز شعرای نامدار ارمنستان آهنگ تصنیف نموده‌است.
در زمینه موسیقی نام‌های برجسته‌ای چون:
امانوئل ملیک اصلانیان، رازمیک اوحانیان، وارتان ساهاکیان، لوریس چکناوریان، روبن گریگوریان، واروژ هاخباندیان، ساتنیک آقابابیان، رافائل میناسکانیان و غیره قابل ذکرند.

اوانس اوگانیانس اولین کارگردان سینمای ایران و همچنین بانی اولین مدرسه بازیگری در ایران است.

### هنر تئاتر و سینما
تئاتر ارمنی ایران در اواخر سده نوزدهم تولد یافت. در دهه‌های ۷۰ و ۸۰ همین سده در تبریز، تهران و جلفای نو نخستین نمایش‌های مدرسه‌ای ارائه گردید. پس از چندی تئاتر از حیطه مدارس بیرون آمده در انجمن‌ها و گروه‌های نمایشی تبلور یافت. در سال ۱۸۸۱ میلادی (انجمن دوستداران تئاتر ارمنی) در تهران تشکیل شد و آثاری از گابریل سوندوکیان نمایش‌نامه‌نویس بزرگ و آلکساندر شیروانزاده نویسنده توانای ارمنی و دیگران توسط آن به نمایش درآمد.
در عین حال آثار اروپایی به ویژه نمایش‌های مولیر اجرا گردید. گروه تئاتر حرفه‌ای متشکل از:
«مگردیچ تاشجیان، مانوئل ماروتیان، زوج‌های کستانیان در تاریخ تئاتر ارمنی ایران نقش به سزایی ایفا نمودند.»
در زمینه هنر تئاتر و سینما نام‌های برجسته‌ای چون:
«شاهین سرکیسیان، آربی اوانسیان، ساموئل خاچیکیان، لرتا، مادام سیرانوش، آرامائیس آقامالیان، لوریک میناسیان، گریگور یقیکیان» را می‌توان نام برد.

### علوم و پزشکی
در زمینه علوم می‌توان به آلکساندر باغدیانس را نام برد.

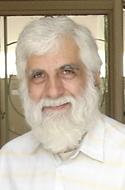
کارو لوکس «پدر علم رباتیک ایران»

«باغدیانس عضو هیئت علمی شورای دانشکده علوم پایه پزشکی دانشگاه تهران و جزو ۹ دانشمند ممتاز ایران که جایزه البرز گرفته در رشته زیست‌شیمی و فیزیولوژی موفق به کشف هورمون جدید از غده تیروئید گردید.»
در زمینه علوم به نام‌های دیگر برمی‌خوریم مانند:
گاگیک هواکیمیان، (متولد ۱۹۱۱ میلادی در مازندران) استاد دانشگاه تهران و عضو آکادمی علوم فرانسه که از جانب پاپ پل ششم یک قطعه نشان عالی (کماندور پاپ) در سال ۱۹۷۵ میلادی به او اعطاء گردید.
از دیگر نام‌ها می‌توان به الکساندر آبیان نام برد و مارکار گریگوریان، متولد ۱۹۴۰ میلادی در تهران) سرپرست سابق دانشکده مهندسی سازه دانشگاه صنعتی شریف مدت‌ها رئیس کنفرانس بین‌المللی سازه‌های فضاکار و یکی از بنیان‌گذاران تحقیقات در این رشته‌است.
در زمینه زمین‌شناسی، زلزله‌شناسی و آتشفشان‌شناسی مانوئل بربریان، (متولد ۱۹۴۵ میلادی در تهران) از چهره‌های سرشناس ایران بود. وی صاحب تألیفات متعدد در رشته‌های مربوط می‌باشد. وی بنیان‌گذار بخش پژوهشی زمین ساخت و زمین لرزه سازمان زمین‌شناسی در سال ۱۹۷۱ میلادی، بود. همچنین تهیه نخستین نقشه لرزه خیزی ایران و تهیه نخستین نقشه لرزه زمین ساختی ایران و نخستین نقشه گسل‌های ایران و نخستین نقشه کانون مهلرزه زمین لرزه‌های بزرگ ایران از کارهای او می‌باشد.

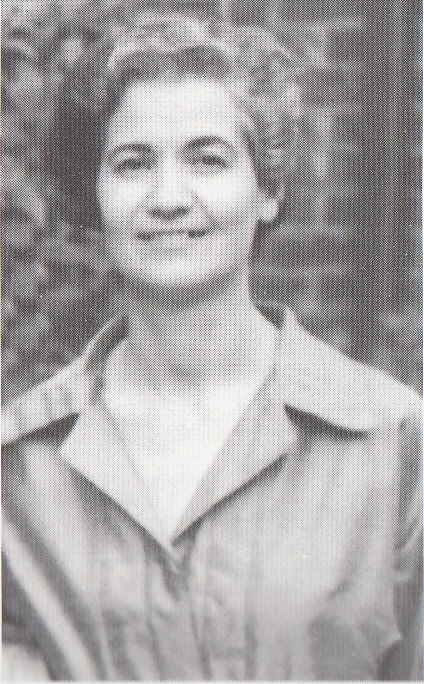
آلنوش طریان «مادر نجوم» و «بانوی اختر فیزیک ایران»

در زمینه پزشکی (آنیک استپانیان) اولین زن دندان‌پزشک ایرانی است که او در سال در سال ۱۹۱۲ میلادی در تهران به دنیا آمد. وی دختر آرتین استپانیان، از بنیان‌گذاران دندان پزشکی نوین ایران بود.
وی پس از کسب تحصیلات ابتدایی در مدارس هایکازیان ارامنه تهران و مدرسه ژاندارک، تحصیلات عالی خویش رادر رشته دندان‌پزشکی پی گرفت و در سال ۱۹۴۱ میلادی به عنوان اولین زن دندان‌پزشک در این رشته فارغ‌التحصیل شد.

### معماری
از مهندسان معماری مشهور ارمنی می‌توان به آودیس اوهانجانیان، مارکار گالستیانس، گابریل گورکیان، وارطان هوانسیان، اوژن آفتاندلیانس و رستم وسکانیان را نام برد.
مهندس گورگن پیچیکیان یکی دیگر از مهندس معمار معروف ارمنی است که اثر او را می‌توان به: «شعبه مرکزی بانک ملی، مصلای (مسجد) شهر و پایانه اتوبوس‌ها و دانشکده پزشکی در شهر قم می‌باشد.»

## نشریات ارمنی
از اواخر قرن نوزدهم میلادی نیاز به وجود نشریات ارمنی زبان در جامعه کم جمعیت ارمنیان آن روز تهران احساس می‌شد. بر این اساس، نخستین نشریه ارمنی زبان چاپ ایران، یعنی هفته‌نامه «شاویق» (معنی کوره راه)، به مدت سه سال از ۱۸۹۴ میلادی–۱۸۹۷ میلادی / ۱۲۷۳–۱۲۷۶ خورشیدی، در تهران به چاپ رسید.

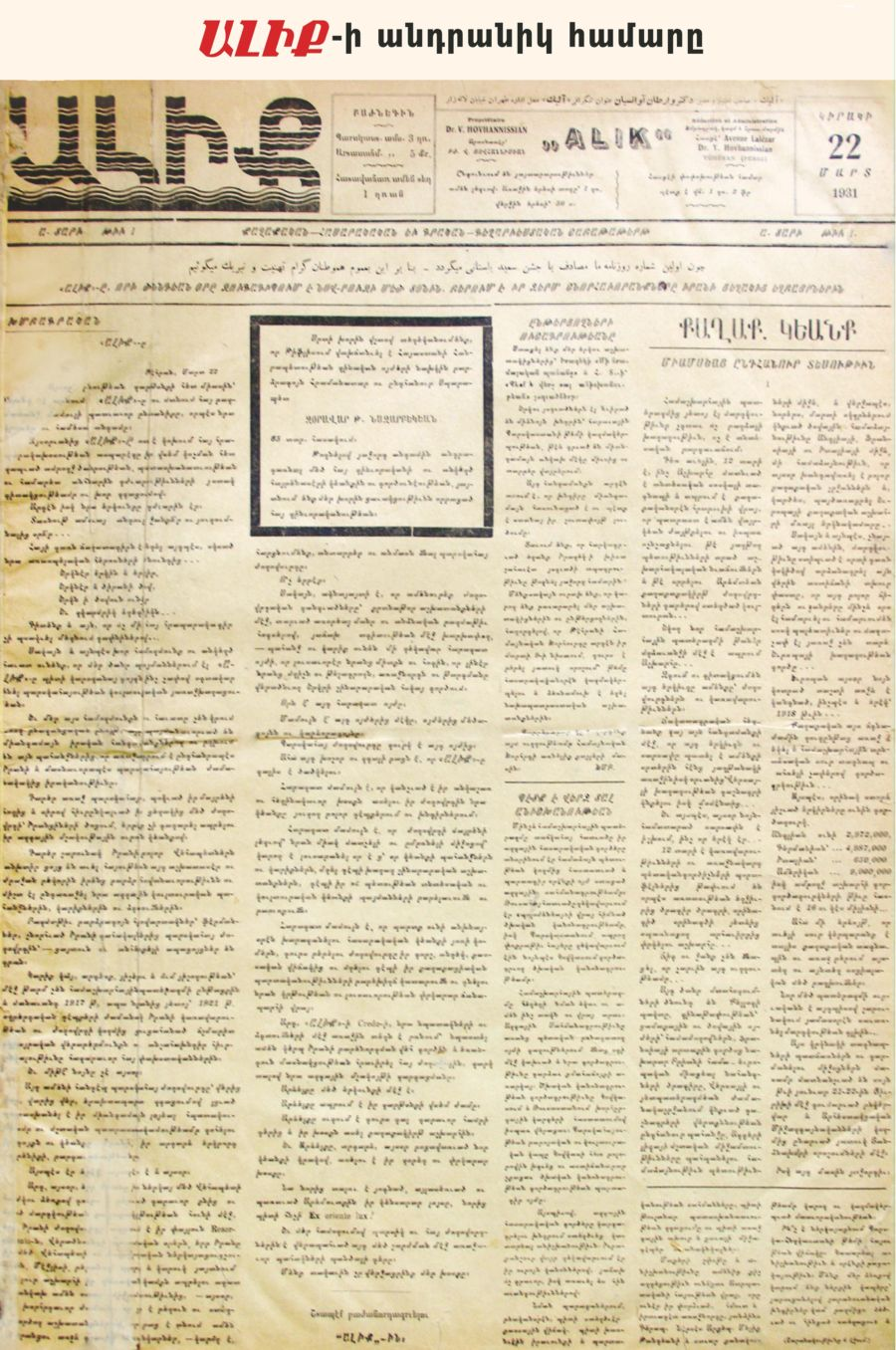
صفحهٔ اول اولین شمارهٔ نشریهٔ هفتگی آلیک، ۲۲ مارس ۱۹۳۱م

ناشر و صاحب امتیاز این هفته‌نامه در دوره اول آندریاس بیگ نظریان بود و سردبیری آن را نیز در دوره اول هوهانس خان ماسحیان و سپس وِرتانِس پاپازیان، بر عهده داشتند.
دومین نشریه ارمنی زبان ایران، هفته‌نامه آستق آرِوِلیان (به معنی ستارهٔ شرقی)، از ۱۸۹۶ میلادی در تهران شروع به کار کرد و ۲۶ شماره از آن به چاپ رسید. مؤسس، صاحب امتیاز و سردبیر اسمی این هفته‌نامه مارکار مارکاریان بود اما در اصل سردبیری آن را سقراط خان گلوفیان برعهده داشت.
زیاده روی این دو هفته‌نامه در طرح مسائل و مشکلات درونی جامعه ارمنیان تهران زمینه ایجاد تنش و برخوردهای مداوم بین آن‌ها را فراهم ساخت و مشکلات مالی چاپ و نشر نیز مزید بر علت و سرانجام منجر به تعطیلی تقریباً هم‌زمان هر دو نشریه شد.
پس از تعطیلی هفته نامه‌های شاویق و آستق آرِوِلیان وقفه‌ای حدوداً پانزده ساله در انتشار مطبوعات ارمنی زبان تهران پیش‌آمد.
از ۱۹۱۲ میلادی بار دیگر چاپ نشریات ارمنی زبان در تهران شروع شد که به ترتیب سال انتشار عبارت اند از:
- هفته نامه آرشالویس[پانویس ۳](۱۹۱۲ میلادی). مدت انتشار: شش ماه (ارگان حزب فدراسیون انقلابی ارمنی)، صاحب امتیاز: آرسن (خان) میکائیلیان، سردبیران: هووسپ هُوانسیان (ه. اِلمار) و زورا ساگینیان.
- هفته نامه آراوود[پانویس ۴](به معنی صبح)-(۱۹۱۹–۱۹۲۰ میلادی)، تعداد: هفتاد شماره (دومین ارگان حزب داشناکسوتیون)، سردبیر: هووسپ هُوانسیان.
- هفته‌نامه فکاهی ـ انتقادی بوبوخ[پانویس ۵] (به معنی لولو)-(۱۹۲۰–۱۹۳۳ میلادی)، وابسته به جریان فکری چپ، سردبیر: هایک گاراگاش. این نشریه بعدها به صورت هفتگی منتشر شد.
- هوریزون[پانویس ۶](به معنی افق)-(۱۹۲۰ میلادی)، گاهنامه وابسته به نهضت چپ، مدت انتشار: یک سال، صاحب امتیاز: هاروتیون پطروسیان (ه. جرماک)، سردبیر: سیمون سیمونیان.
- ایرانی آشخاتاوور[پانویس ۷] (به معنی رنجبران ایران)-(۱۹۲۰–۱۹۲۱ میلادی)، وابسته به جریان فکری چپ، صاحب امتیاز: هاروتیون پطروسیان. این نشریه ابتدا به صورت هفته‌نامه و بعدها یک روز در میان به چاپ می‌رسید. از ۱۹۲۱–۱۹۲۳ میلادی نیز با عنوان رنجبران ایران به زبان فارسی منتشر شد.
- هفته نامه نورگیانک[پانویس ۸] (به معنی حیات نو)-(۱۹۲۲–۱۹۲۷ میلادی)، صاحب امتیاز: استپان خانبابیان و سپس وارطان هُوانسیان، سردبیر: اونیک مخیتاریان. نورگیانک پس از مدتی یک روز در میان به چاپ می‌رسید.
- گاقاپار[پانویس ۹](به معنی عقیده)-(۱۹۲۵–۱۹۲۷ میلادی)، نشریهٔ اجتماعی، سیاسی و ادبی، صاحب امتیاز: آ. بِگیان، سردبیر: آ. قازاریان، هدف این نشریه، که یک روز در میان به چاپ می‌رسید، عبارت بود از ترغیب ارمنیان پراکنده در جهان (در این مورد ارمنیان ایران) به تبعیت از مرام فکری حاکم در ارمنستان شوروی نوپا.

طی سال‌های ۱۹۲۷–۱۹۳۱ میلادی نشریه ای به زبان ارمنی در تهران منتشر نشد در ۱۹۳۱ میلادی/۱۳۱۰ خورشیدی هفته‌نامه آلیک آغاز به کار کرد.
- فصلنامه فرهنگی پیمان
- آلیک (روزنامه)
- رافی، سالنامه، تقویم (۱۹۴۱ میلادی)
- نائیری، سالنامه، تقویم (۱۹۵۳ میلادی)
- آرارات (۱۹۶۰/۱۹۵۹ میلادی) ماهنامه ورزشی آرارات صاحب امتیاز و مدیر مسئول و سردبیر آن سواک ساگینیان مدیر باشگاه آرارات بود.

«تعدادی از نشریات ارمنیان در جلفای اصفهان»
- نور جوقایی لِرابر (پیام‌آور جلفای نو)- (۱۹۰۴ تا ۱۹۰۸ میلادی) ماهنامه دینی و خبری، صاحب امتیاز و سردبیر اسقف باگراد وارتازاریان
- نور جوقایی آودابار (۱۹۰۸ تا ۱۹۱۱ میلادی) هفته‌نامه دینی و خبری در چاپخانه وانک چاپ می‌شد.

«تعدادی از نشریات ارمنیان در تبریز»
- گوردز (کار)- (۱۹۰۳ میلادی) هفته‌نامه دینی و خبری سردبیر خلیفه یقیشه مرادیان، خلیفه ارمنیان آذربایجان
- آراوُد (بامداد) هفته نامه، سپس نشریه سه روزانه سیاسی، اجتماعی، ادبی و اقتصادی ارگان حزب داشناکسوتیون ارمنیان تبریز بود.
- آقاقان (۱۹۱۲ تا ۱۹۱۳ میلادی) فصلنامه ارگان انجمن روستاییان آقاقان
- گغاسر (هنر دوست)-(۱۹۱۹ میلادی) ماهنامه ادبی و هنری دانش آموزان مدارس ارمنیان تبریز سردبیر موشق هوهانسیان
- آیگ (۱۹۱۲ تا ۱۹۲۲ میلادی) نشریه سه روزانه سیاسی، اجتماعی
- وِرِلک (ترقی)-(۱۹۵۲ میلادی) هفته‌نامه سیاسی، اجتماعی و ادبی

## اولین‌های ارمنی‌ها در ایران
جامعه ارمنی‌های ایران به عنوان شهروندان ایرانی در مقاطع گوناگون تاریخی خدمات ارزنده و مهمی در زمینه‌های هنری، صنعتی، فرهنگی، اقتصادی و اجتماعی به ایران‌زمین نموده‌اند. در اینجا اسامی تعدادی از ارمنی‌هایی که اولین بانی یا اولین ارائه‌دهنده خدمت یا خدماتی خاص بوده‌اند آورده شده‌است.
- آوانس اوهانیانس: سازنده اولین فیلم سینمایی ایرانی به نام آبی و رابی، مؤسس اولین مدرسه آرتیستی سینما
- مادام سیرانوش: اولین هنرپیشه زن ایرانی
- آلنوش طریان: نخستین بانوی فیزیکدان ایرانی، مادر نجوم ایران
- کارو لوکاس: پدر هوش مصنوعی در ایران
- یوسف میرزایانس: اولین نماینده ارمنی‌ها در مجلس شورای ملی
- آلکساندر آقایان: مؤسس اولین شرکت بیمه در ایران، مؤسس اولین شرکت مبادلات و حمل و نقل کالا در ایران
- هاراطون داویدیان: پدر روان‌شناسی نوین ایران
- جبرائیل بوداغیان: مؤسس اولین بانک ایرانی به نام بانک بوداغیان
- هرایر خالاتیان: اولین عضو ارمنی در مجلس خبرگان قانون اساسی، اولین نماینده ارمنی‌ها بعد از انقلاب در مجلس
- وارطان هوانسیان: بنیان‌گذار معماری مدرن در ایران، نخستین طراح دیوارکوب و پلاکارد سینمایی
- مارکو گریگوریان: پیشکسوت هنر تجسمی نوین
- میرزا ملکم‌خان: مؤسس اولین خط تلگراف در ایران (۱۸۵۳ م)
- آنتوان سوریوگین: بنیان‌گذار هنر عکاسی در ایران
- آندره سوریوگین: بانی تصویرسازی جدید در ایران، او بیش از صد هزار تصویر خلق کرد
- سمبات گئورگیان: بنیان‌گذار شیوه‌های بدیع نقاشی آبرنگ در ایران
- شاهین سرکیسیان: بنیان‌گذار تئاتر نوین ایران
- گابریل گورکیان: بنیان‌گذار معماری نوین ایران
- لیلیت تریان: نخستین زن مجسمه‌ساز ایرانی
- خانواده شهریمانیان: اولین تاجر ابریشم در ایران[۵۲]
- یپرم داویدیان (یپرم‌خان): اولین رئیس پلیس ارمنی در ایران و بانی روش‌های نوین در شهربانی
- ژرژ اسماعیلوف: مؤسس نخستین سالن سینمایی به شیوه امروزی در شهرستان‌ها
- آلک ساکینیان: بانی نخستین آموزشگاه سینمایی در تبریز (۱۲۹۶ ش)
- آربی اوانسیان: فیلم معروف وی «چشمه» اولین فیلم ایرانی به نمایش گذارد شده در اولین جشنواره فیلم تهران است.
- خچوی دلال: اولین تئاتر به نمایش گذارده شده در گیلان در ۱۸۸۵ میلادی بر اساس یادداشت‌های هاروتیون میناسیان
- آودیس هوردانیان: سازنده اولین تالار نمایشی در رشت
- مسروپ پاپازیان: اولین نمایش در ایران به همت وی که مدیر مدرسه ارمنیان تبریز بود در محله غله این شهر در ۱۸۷۹ میلادی اجرا شد. اولین زن بازیگر تئاتر در ایران هم دختر وی بود.
- هاروتون ماردیروسیان: مؤسس انجمن دوستداران تئاتر تهران در ۱۸۸۸ میلادی
- خاچاطور کساراتسی: اولین چاپخانه در ایران به همت وی در کلیسای وانک جلفای اصفهان دایر شد
- هوهانس خان ماسحیان: اولین سفیر ایران در ژاپن
- پل آبکار: اولین معماری که از تلفیق سنگ و آجر به نحو زیبایی استفاده کرد
- امانوئل ملیک اصلانیان: پیشکسوت موسیقی کلاسیک ایران، اولین کسی که آثار بزرگان کلاسیک را در خارج از ایران اجرا کرد[۵۳]
- آرشاویر در آوانسیان: بنیان‌گذار روش‌های خام‌خواری در ایران
- مارگاریت سارواریان: بنیان‌گذار نخستین کودکستان تهران
- تجارتخانه تومانیانس: اولین تجربه ایران در زمینه پول و بانکداری
- سرژ آواکیان: بنیان‌گذار زیرمجموعه‌های جدید رشته گرافیک در ایران مانند طراحی، حروف گرافیک تلویزیونی، چاپ گرافیک و غیره
- روبیک گریگوریان: اولین گردآورنده و ثبت‌کننده موسیقی فولکلوریک ایران
- سومبات هاکوپیان: مؤسس بزرگ‌ترین پوشاک رسمی و تمام دستگاه در ایران، طراح اولین مجله مد لباس در ایران
- آرسن میناسیان: مؤسس اولین آسایشگاه معلولین در رشت[۵۴][۵۵]

## نظام کلیسایی ارمنی‌های ایران و نقش آن

لوگو کلیسای حواری ارمنی

کلیسا در زندگی ارمنیان نقش بسیار مهمی دارد. همه مراسم مذهبی ارمنیان، از روز تولد تا مرگ، در کلیسا برگزار می‌شود. در همه ادوار پس از اینکه ارمنیان در محلی استقرار می‌یافتند، نخست کلیسایی می‌ساختند و به دنبال آن برای آموزش دانش آموزان کلاس درس دایر می‌کردند.
کلیسای حواری ارمنی: اکثریت مطلق ارمنیان عضو این کلیسا هستند که قدیمی‌ترین کلیسای ارمنی است.
«البته شایان ذکر است که دلایل نامگذاری کلیسای ارمنی به نام کلیسای حواری و ملی ارمنی این است که این کلیسا توسط دو تن از دوازده حواریون عیسی مسیح بنیانگذاری شده‌است؛ و دلیل این که کلیسای ارمنی نامیده می‌شود این است که تنها ارمنیان می‌توانند عضو این کلیسا شوند.
به همین دلیل کلیسای ارمنی خارج از جامعه خود و به زبان غیر ارمنی تبلیغ دینی ندارد و تدریس علوم دینی نیز در مدارس و کلیساها به زبان غیر ارمنی متداول نیستند.
برخی به اشتباه کلیسای ارمنیان را کلیسای گریگوری می‌نامند، این اشتباه از آنجا ناشی می‌شود که گریگور لوساووریچ (گریگور روشنگر) باعث شد تا در قرن چهارم میلادی دین مسیحیت در ارمنستان به عنوان دین رسمی کشور پذیرفته و متداول گردد، در حالی که ارمنیان مبنای تأسیس کلیسای ارمنی را از قرن اول میلادی و توسط حواریون عیسی مسیح محسوب می‌کنند، از اینرو نیز کلیسای خود را کلیسای حواریونی ارمنی می‌نامند.
از سال ۱۹۶۱ میلادی تا ۱۹۹۹ میلادی اسقف اعظم آرداک مانوکیان رهبر حوزه تهران بود و هم‌اکنون اسقف سبوه سرکیسیان جانشین وی می‌باشد.
در ایران سه حوزه اسقفی وجود دارد:
حوزه اسقفی خلیفه‌گری ارامنه آذربایجان، خلیفه‌گری ارامنه تهران، خلیفه‌گری ارامنه اصفهان. کلیساهای ارمنی کاتولیک، پروتستان، جمعیت برادری، ادونتیست و کلیسای جماعت ربانی که پس از انقلاب فعال شد در ایران وجود دارند و کار می‌کنند.

## کلیساهای ارمنی
از کلیساهای تهران را می‌توان به کلیسای سورپ گئورگ و کلیسای مریم مقدس (تهران) و کلیسای سرکیس مقدس نام برد.
همچنین به کلیسای وانک و کلیسای مریم مقدس و هاکوپ مقدس در جلفای اصفهان هم می‌توان اشاره کرد.

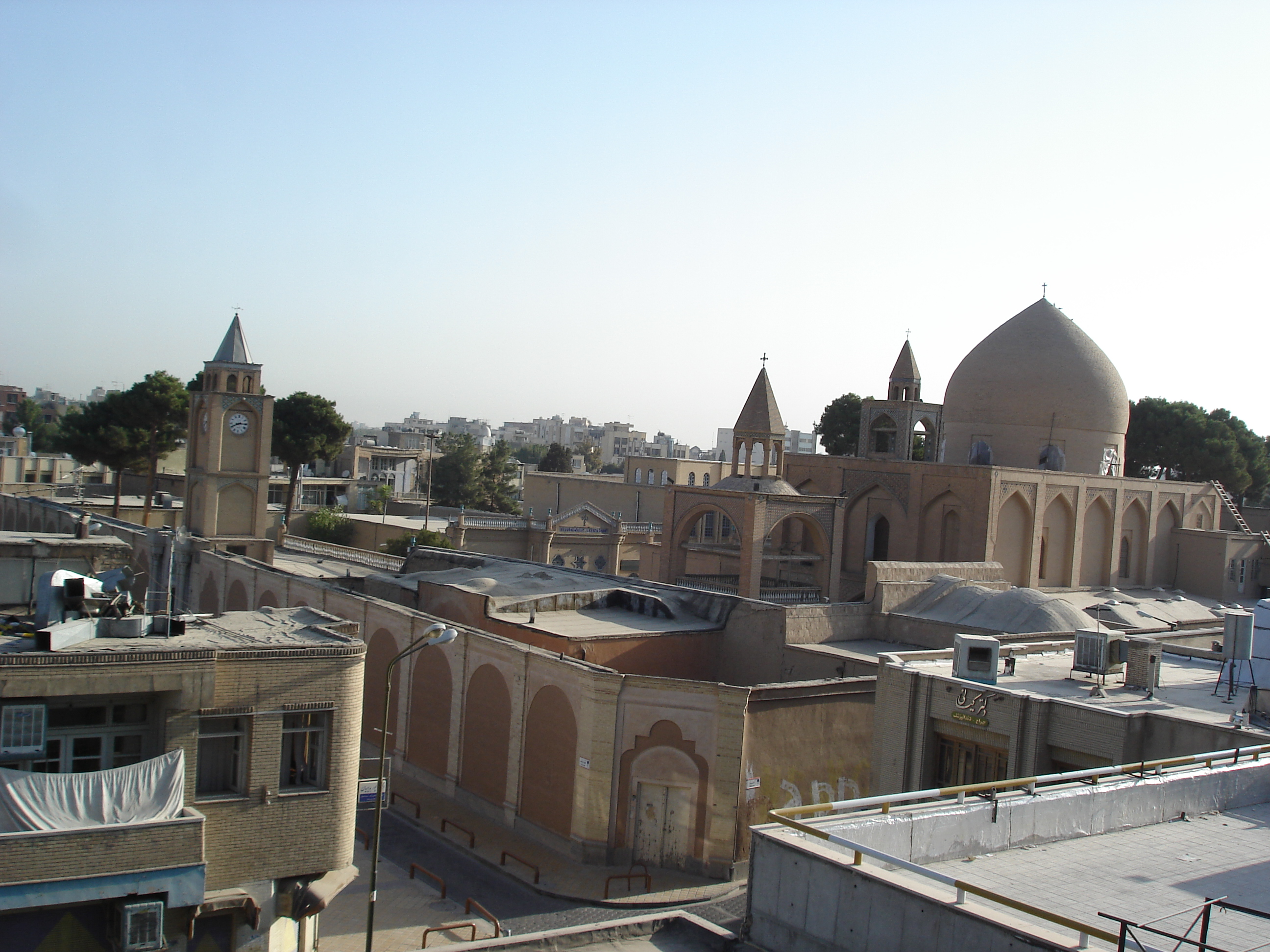
کلیسای وانک

کلیساهای قدیمی تهران می‌توان به:

## کلیسای تادئوس و بارتوقیمئوس مقدس
«ارمنی‌های تهران اولین کلیسای خود را در سال ۱۷۶۸ میلادی در کوچه‌ای به نام ارامنه در ضلع غربی بازارچه دروازه حضرت عبدالعظیم پیش از توسعه تهران در عصر ناصری بنا کردند.»

## کلیسای گئورگ مقدستهران
«این کلیسا دومین کلیسای ارمنی‌های تهران در اواخر سده هجدهم در خیابان حنیف نژاد، میدان وحدت اسلامی (میدان دروازه قزوین سابق)، بازارچه قوام‌الدوله، کوچه کلیسا واقع است. بنای اولیه این کلیسا طبق روایات توسط دو تن از ارمنی‌های ساکن آن محله به نام‌های (هوسپیان) و (استپانیان) به صورت محراب کوچکی جهت انجام فرایض دینی ارمنیان ساخته شده‌است. ارمنی‌های ساکن محله مذکور به دنبال لشکرکشی‌های آقا محمدخان قاجار به قفقاز در سال ۱۷۹۵ میلادی به اسارت درآمده و از منطقه قره‌باغ به شهر تهران کوچ داده شده‌اند. پس از به سلطنت رسیدن فتحعلی شاه قاجار در سال ۱۷۹۸ میلادی عده‌ای از صنعتگران ارمنی ساکن جلفای اصفهان و تبریز به تهران آمده و بعضاً در محله دروازه قزوین ساکن شدند و در نتیجه به تعداد ساکنین ارمنی آن محله افزوده شد. چون محراب کوچک مزبور دیگر نمی‌توانست جوابگوی احتیاجات دینی ارمنی‌های ساکن محله باشد لذا در سال ۱۸۸۴ میلادی کلیسای فعلی در محل آن محراب بنا شد.»
از دیگر کلیساهای تهران باید از:
کلیسای مریم مقدس در خیابان میرزا کوچک خان، کلیسای تارگمانچاتس مقدس در وحیدیه، کلیسای وارتان مقدس حشمتیه، کلیسای گریگور لوساووریچ مقدس مجیدیه و کلیسای میناس مقدس در ده ونک نام برد.
ارمنیان کاتولیک نیز کلیسایی به نام گریگور لوساوریچ مقدس دارند که در سال‌های ۵۴–۱۹۵۰ میلادی بنا شده‌است. کلیسای ارمنیان پروتستان نیز در سال ۱۹۴۶ میلادی بنا شده هوانس مقدس نام دارد.
از دیگر کلیساهای معروف و قدیمی ارمنیان در سایر شهرهای ایران می‌توان:
«کلیسای وانک، کلیسای سن استپانوس، قره کلیسا، کلیسای ارامنه‌آبادان، کلیسای ارامنه معموره» را نام برد.

## ترکیب جمعیتی

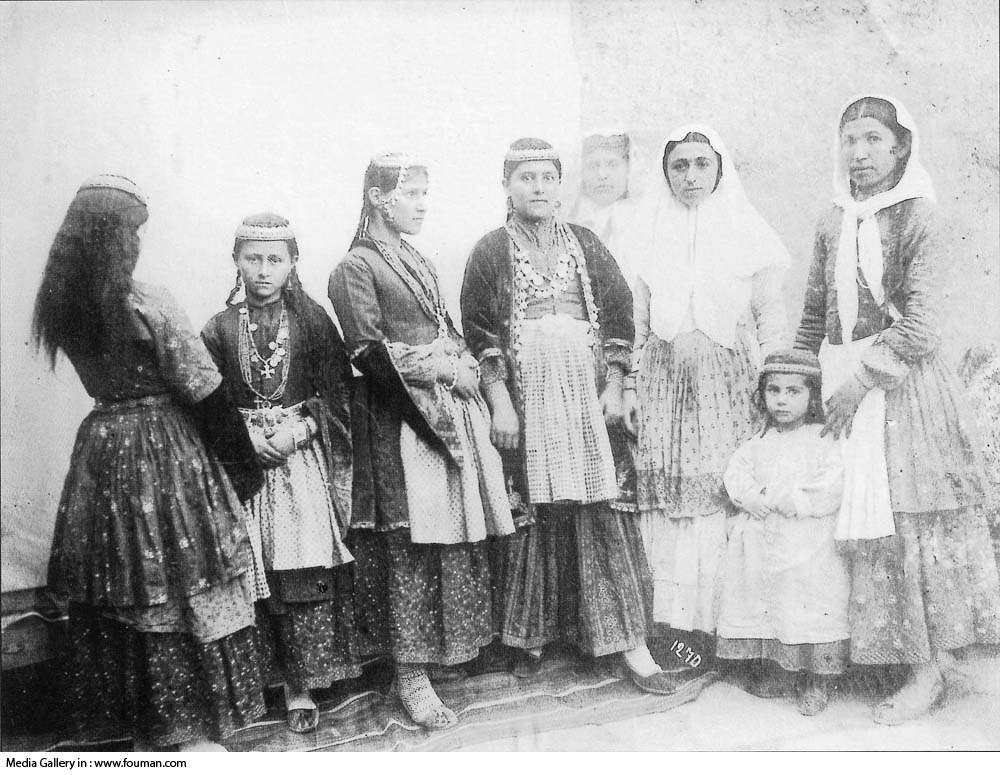
زنان ارمنی در دوران قاجاریان

شمار ارمنیان تهران در دوره قاجار (بنابر آمار جانی هانانیان)
| سال         | خانواده | مرد   | زن    | جمع       |
| ----------- | ------- | ----- | ----- | --------- |
| ۱۸۴۹ میلادی | ۷۵      | ۱۶۲   | ۱۴۸   | ۳۱۰ نفر   |
| ۱۸۷۲ میلادی | ۱۵۷     | -     | -     | ۷۵۰ نفر   |
| ۱۸۸۰ میلادی | ۲۴۱     | -     | -     | ۱٬۱۷۷ نفر |
| ۱۹۰۳ میلادی | ۳۲۰     | -     | -     | ۱٬۴۵۰ نفر |
| ۱۹۱۳ میلادی | ۵۷۵     | ۱٬۵۰۵ | ۱٬۴۰۰ | ۲٬۹۰۵ نفر |
| ۱۹۲۲ میلادی | -       | ۱٬۶۳۳ | ۱٬۶۱۴ | ۳٬۲۴۷ نفر |

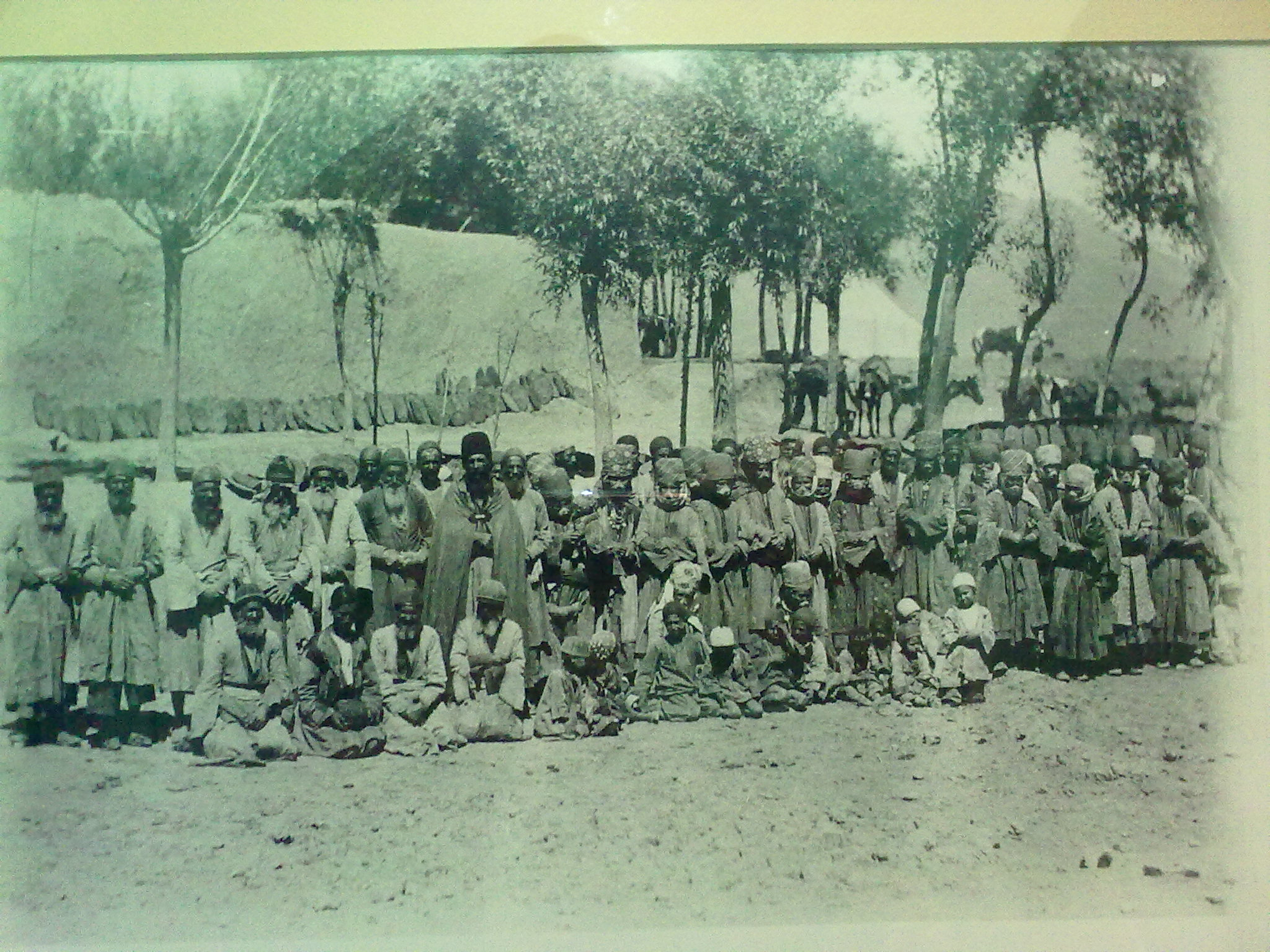
ارامنه روستای چلاوه در دوره ناصرالدین شاه

شمار ارمنیان روستاهای اطراف تهران در سال ۱۸۸۰ میلادی (بنابر آمار ارنست هولتسر)
| دهکده        | خانواده | مرد | زن  | جمع     |
| ------------ | ------- | --- | --- | ------- |
| دهکده ونک    | ۲۴      | ۵۷  | ۴۹  | ۱۰۶ نفر |
| دهکده دروس   | ۱۸      | ۳۸  | ۴۰  | ۷۸ نفر  |
| دهکده خوردین | ۷       | ۲۲  | ۱۱  | ۳۳ نفر  |
| دهکده بومهن  | ۷       | ۲۹  | ۳۳  | ۶۲ نفر  |
| مجموع        | ۵۶      | ۱۴۶ | ۱۳۳ | ۲۷۹ نفر |

شمار ارمنیان جلفای اصفهان در دوره قاجار (بنابر آمار آلمار هوسپیان)
| سال         | شمار ارمنیان |
| ----------- | ------------ |
| ۱۸۵۱ میلادی | ۲٬۵۸۶ نفر    |
| ۱۸۸۰ میلادی | ۲٬۶۹۲ نفر    |
| ۱۹۰۳ میلادی | ۳٬۴۵۰ نفر    |
| ۱۹۱۶ میلادی | ۳٬۷۴۸ نفر    |
| ۱۹۲۰ میلادی | ۳٬۱۰۹ نفر    |

شمار ارمنیان سه منطقه در ۱۸۸۰ میلادی به سرشماری از خلیفه‌گری ارامنه اصفهان، به شرح زیر بوده‌است:
(سرخس ۵٬۶۵۵ نفر، چهارمحال ۲٬۸۹۵ نفر، منطقه فریدن ۶٬۵۸۹ نفر)
شمار ارمنیان ساکن تبریز (بنابر آمار آلمار هوسپیان)
در سال ۱۸۳۲ میلادی ۵۰۰ خانواده در تبریز زندگی می‌کردند که در سال ۱۸۳۸ میلادی به ۵۸۰ خانواده، شامل ۲٬۵۸۰ نفر رسید. در سال ۱۹۱۲ میلادی شمار ارمنیان تبریز به ۴٬۰۰۰ نفر رسید.
شمار ارمنیان ساکن شهرها و روستاهای آذربایجان بجز شهر تبریز (بنابر آمار نازار گورویانس)
| شهر                                               | شمار ارمنیان سال ۱۸۷۲ میلادی | شمار ارمنیان سال ۱۹۱۲ میلادی |
| ------------------------------------------------- | ---------------------------- | ---------------------------- |
| دره شام با روستاهای ارمنی‌نشین اطراف آن            | ۲۵ خانواده                   | -                            |
| خوی با روستاهای ارمنی‌نشین اطراف شهر               | ۷۴ خانواده                   | ۱٬۵۰۰ نفر                    |
| ماکو با روستاهای ارمنی‌نشین اطراف شهر              | ۳۳۰ خانواده                  | ۷۵۰ نفر                      |
| سلماس با ۲۵ روستای ارمنی‌نشین اطراف شهر            | ۹۷۳ خانواده                  | ۱۲٬۰۰۰ نفر                   |
| ارومیه با ۱۶ روستای ارمنی‌نشین اطراف شهر           | ۴۶۴ خانواده                  | ۵٬۵۰۰ نفر                    |
| باراندوز با ۸ روستای ارمنی‌نشین اطراف شهر          | ۱۵۹ خانواده                  | -                            |
| شهرستان نقده با ۷ روستای ارمنی‌نشین اطراف شهر      | ۴۲۳ خانواده                  | ۸۰۰ نفر                      |
| ساوجبلاغ (اردبیل) با ۳ روستای ارمنی‌نشین اطراف شهر | ۴۵ خانواده                   | -                            |
| مراغه با ۴ روستای ارمنی‌نشین اطراف شهر             | ۳۵ خانواده                   | ۱٬۲۵۰ نفر                    |
| اردبیل                                            | ۲۰ خانواده                   | -                            |
| میاندوآب با ۳ روستای ارمنی‌نشین اطراف شهر          | ۹۰ خانواده                   | ۸۵۰ نفر                      |
| ارسباران                                          | -                            | ۶٬۰۰۰ نفر                    |
| مجموع                                             | ۲٬۶۳۸ خانواده                | ۲۸٬۶۵۰ نفر                   |

شمار ارمنیان ساکن سایر شهرها و روستاها در سال ۱۸۵۶ میلادی (بنابر آمار آلمار هوسپیان)
| شهر                                             | شمار ارمنیان |
| ----------------------------------------------- | ------------ |
| رشت                                             | ۶۰ خانواده   |
| بندرانزلی                                       | ۱۰ خانواده   |
| بابل                                            | ۵۰ خانواده   |
| گرگان                                           | ۵۰ خانواده   |
| شاهرود                                          | ۱۰ نفر       |
| زنجان                                           | ۲۰ نفر       |
| شیراز                                           | ۷۰ نفر       |
| بندر بوشهر                                      | ۱۵۰ نفر      |
| خرقان با ۴ روستای ارمنی‌نشین آن                  | ۱٬۲۰۰ نفر    |
| ملایر با ۳ روستای ارمنی‌نشین آن                  | ۵۰۱ نفر      |
| کزاز با ۱۰ روستای ارمنی‌نشین آن                  | ۹۸۰ نفر      |
| بخش کمره با ۱۵ روستای ارمنی‌نشین آن              | ۲٬۳۹۰ نفر    |
| بوروار، باختر گلپایگان با ۹ روستای ارمنی‌نشین آن | ۲٬۰۶۳ نفر    |
| فریدن با ۲۱ روستای ارمنی‌نشین آن                 | ۶٬۵۱۷ نفر    |

شمار ارمنیان ساکن سایر شهرها بنابر آمار خلیفه‌گری ارامنه تهران:
<<ارومیه، در ۱۹۴۸ میلادی، ۳۰۰۰ نفر. ارسباران، در ۱۹۳۰ میلادی ۵۱۰ خانواده. سلماس، در ۱۹۱۷ میلادی ۵۹۱ خانواده. مشهد، در ۱۹۶۶ میلادی ۳۲۰ نفر. همدان، در ۱۸۵۶ میلادی ۴۰ خانواده، اراک، در ۱۹۵۰ میلادی ۸۰۱ نفر. بربرود با ۲۲ روستای ارمنی‌نشین در ۱۹۳۳ میلادی، ۹۳۷ خانواده. کمره، در ۱۹۵۲ میلادی در هفت روستای این منطقه ۲۱۸۵ نفر. کزاز، در ۱۹۳۲ میلادی این منطقه دارای ۱۵ روستای ارمنی‌نشین با ۴٬۱۵۶ نفر جمعیت. خراقان (قاراقان)، با چهار روستای ارمنی‌نشین در ۱۹۴۰ میلادی دو هزار نفر. رشت، در ۱۹۳۴ میلادی ۵۱۵ و در ۱۹۸۹ میلادی ۴۳ خانواده. اهواز، در ۲۰۰۳ میلادی، ۶۰ خانواده.
چهارمحال و بختیاری، در ۱۹۶۳ میلادی جمعیت ارمنیان منطقه به ۴٬۳۰۰ نفر می‌رسید.>>